# Nelken
Die Nelken (Dianthus) bilden eine Pflanzengattung innerhalb der Familie der Nelkengewächse (Caryophyllaceae). Die 320 bis 600 Arten kommen in den gemäßigten Gebieten der Nordhalbkugel vor.

## Beschreibung

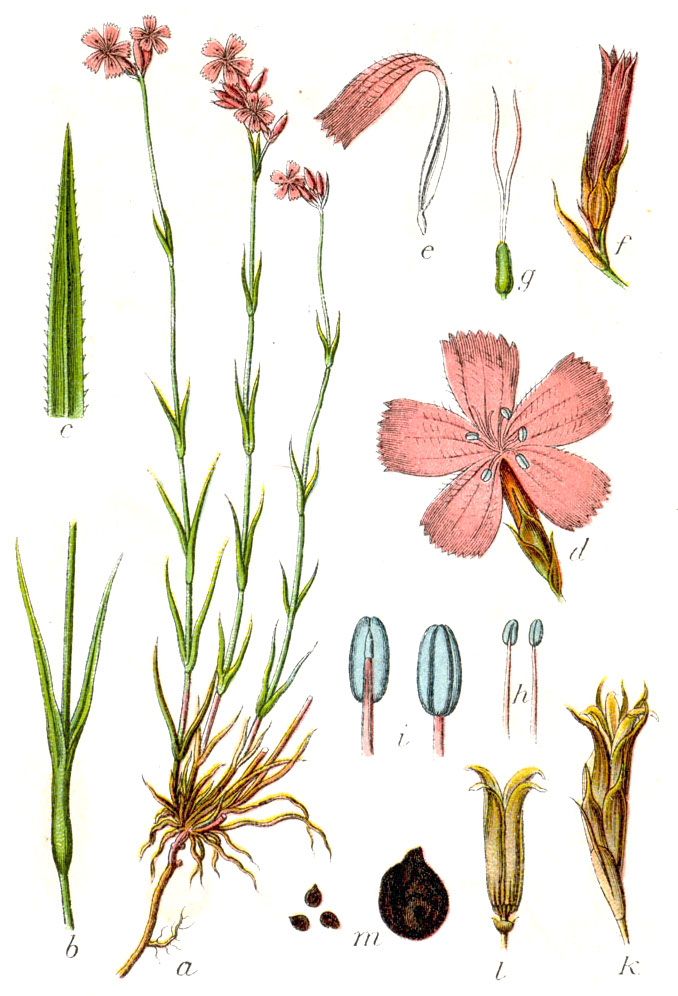
Illustration der Kartäuser-Nelke (Dianthus carthusianorum)

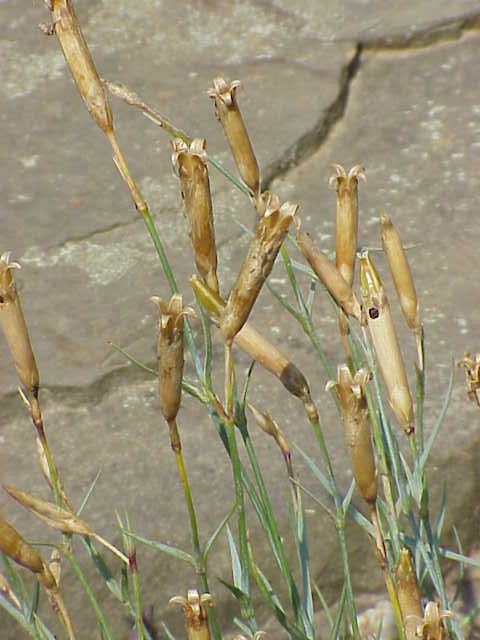
Früchte der Landnelke (Dianthus caryophyllus)

### Vegetative Merkmale
Bei Nelken-Arten handelt es sich meist um ausdauernde, selten ein- (Dianthus armeria) oder zweijährige krautige Pflanzen. Selten sind darunter Kleinsträucher wie etwa Dianthus fruticosus. Manche Nelken-Arten bilden Polster. Es werden kräftige Pfahlwurzeln und manchmal dünne oder kräftige Rhizome gebildet. Die aufrechten bis aufsteigenden, einfachen oder verzweigten Stängel sind rund oder kantig. Typisch für alle Nelkengewächse ist die dichasiale Verzweigung.
Bei gegenständigen Laubblätter sind Blattstiele vorhanden oder fehlen. Die einfachen, schmalen, parallel- oder meist einnervigen Blattspreiten sind linealisch, lanzettlich bis eiförmig.

### Generative Merkmale
Die Blüten stehen einzeln oder zu mehreren in endständigen, zymösen oder kopfigen Blütenständen zusammen. Die grünen bis trockenen Hochblätter sind paarweise vorhanden oder sie fehlen. Am Grunde der Blüten stehen ein bis drei Paare grüne bis trockene Deckblätter, die zu breiten Schuppen reduziert sein können. Manchmal ist ein Außenkelch vorhanden. Viele Arten sind gynodiözisch – es sind also weibliche und zwittrige Exemplare vorhanden – oder triözisch – es sind also männliche, weibliche und zwittrige Exemplare vorhanden – oder manche Arten sind gynomonözisch – auf einem Exemplar befinden sich weibliche und zwittrige Blüten.
Die zwittrigen oder eingeschlechtigen, radiärsymmetrischen Blüten sind fünfzählig mit doppelter Blütenhülle (Perianth). Die Blüten mancher Arten duften. Die fünf grünen bis rötlichen Kelchblätter sind an ihrer Basis röhrig verwachsen. Die Kelchröhre endet in fünf Kelchzähnen mit je drei bis acht Nerven; die Kelchzähne sind kürzer als die Kelchröhre. Die meist trockenen Ränder der Kelchzähne sind rot bis weiß. Die fünf genagelten Blütenkronblätter sind gewöhnlich gezähnt, gekerbt oder zerschlitzt. Die Farben der Kronblätter reichen von weiß über rosafarben und rot bis purpurfarben; manchmal sind sie gefleckt oder sie sind innen dunkler. Bei dieser Gattung ist nie eine Nebenkrone  vorhanden; das unterscheidet sie von anderen verwandten Gattungen (Silene). Die Kronblätter sind oft „bärtig“ in der Kronröhre. Es sind zwei Kreise mit je fünf fertilen Staubblättern vorhanden. An der Basis der Staubfäden sind Nektarien vorhanden. Zwei Fruchtblätter sind zu einem oberständigen, einkammerigen Fruchtknoten verwachsen mit vielen Samenanlagen. Die dünnen Stempel mit zwei oder zweiästigen Griffeln weisen eine Länge von 0,7 bis 6 Millimetern auf. Öfters wird ein Gynophor oder Karpophor gebildet. Die Narben sind papillös.
Die Blütenformel lautet:
{\displaystyle \star K_{(5)}\;C_{5}\;A_{5+5}\;G_{\underline {(2)}}}
Die im Kelch aufrecht stehende, gestielte Kapselfrucht ist eiförmig bis zylindrisch und das „Karpophor“ ist öfters noch vorhanden. Die Kapselfrucht öffnet sich am oberen Ende mit vier Zähnen oder kurzen Fruchtklappen und enthält 40 bis über 100 Samen. Die schwärzlich-braun Samen besitzen keine Flügel oder Anhängsel.

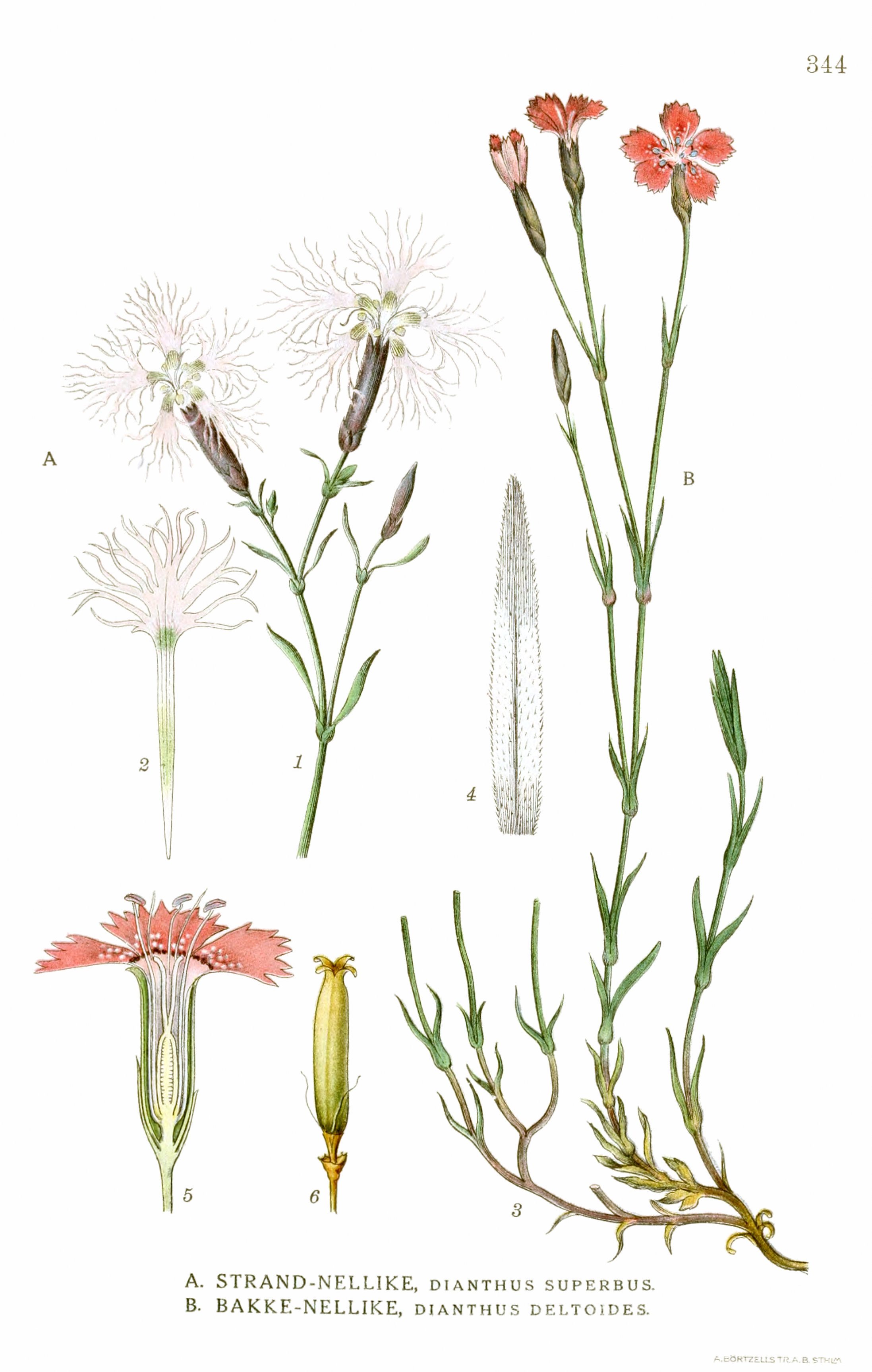
Illustration von Dianthus superbus und Dianthus deltoides in Billeder af nordens flora 1917ff., Volume 2, 344

## Systematik und Verbreitung
Die Gattung Dianthus wurde 1753 durch Carl von Linné in Species Plantarum, Tomus I, S. 409 aufgestellt. Die Blütenpracht und den Duft der Nelken hat Linné im botanischen Gattungsnamen Dianthus festgehalten, d. h. Zeus-Blume (altgriechisch Διός diós, deutsch ‚Gott, Zeus‘ und ἄνθος ánthos für „Blume, Blüte“). Synonyme für Dianthus L. s str. sind: Caryophyllus Mill., Tunica Ludw.
Nelken-Arten kommen in den gemäßigten Gebieten der Nordhalbkugel vor. Das natürliche Verbreitungsgebiet umfasst hauptsächlich Eurasien (vom Balkan bis Zentralasien). Besonders viele Arten kommen im Mittelmeerraum vor. Es gibt wenige südafrikanischen Arten. In China gibt es 14 Arten, eine davon kommt nur dort vor. Zwei Arten kommen nur in Taiwan vor. Von den sechs in Nordamerika vorkommenden Arten ist nur Dianthus repens dort ursprünglich beheimatet. In vielen Teilen der Welt sind einige Arten Neophyten.
Die Gattung Dianthus gehört zur Tribus Caryophylleae innerhalb der Familie der Caryophyllaceae. Innerhalb der Tribus Caryophylleae wurde der Umfang der Verwandtschaftsgruppe um die Gattung Dianthus kontrovers diskutiert. Es wurden Arten in andere Gattungen ausgegligiert. Madhani et al. 2018 zeigen, dass diese Gattung Dianthus nur monophyletisch ist, wenn sie sehr weit als Dianthus s l. (Syn.: Caryophyllus Tourn. ex Moench, Cylichnanthus Dulac, Diosanthos St.-Lag., Plumaria Opiz, Velezia L.) aufgefasst wird.

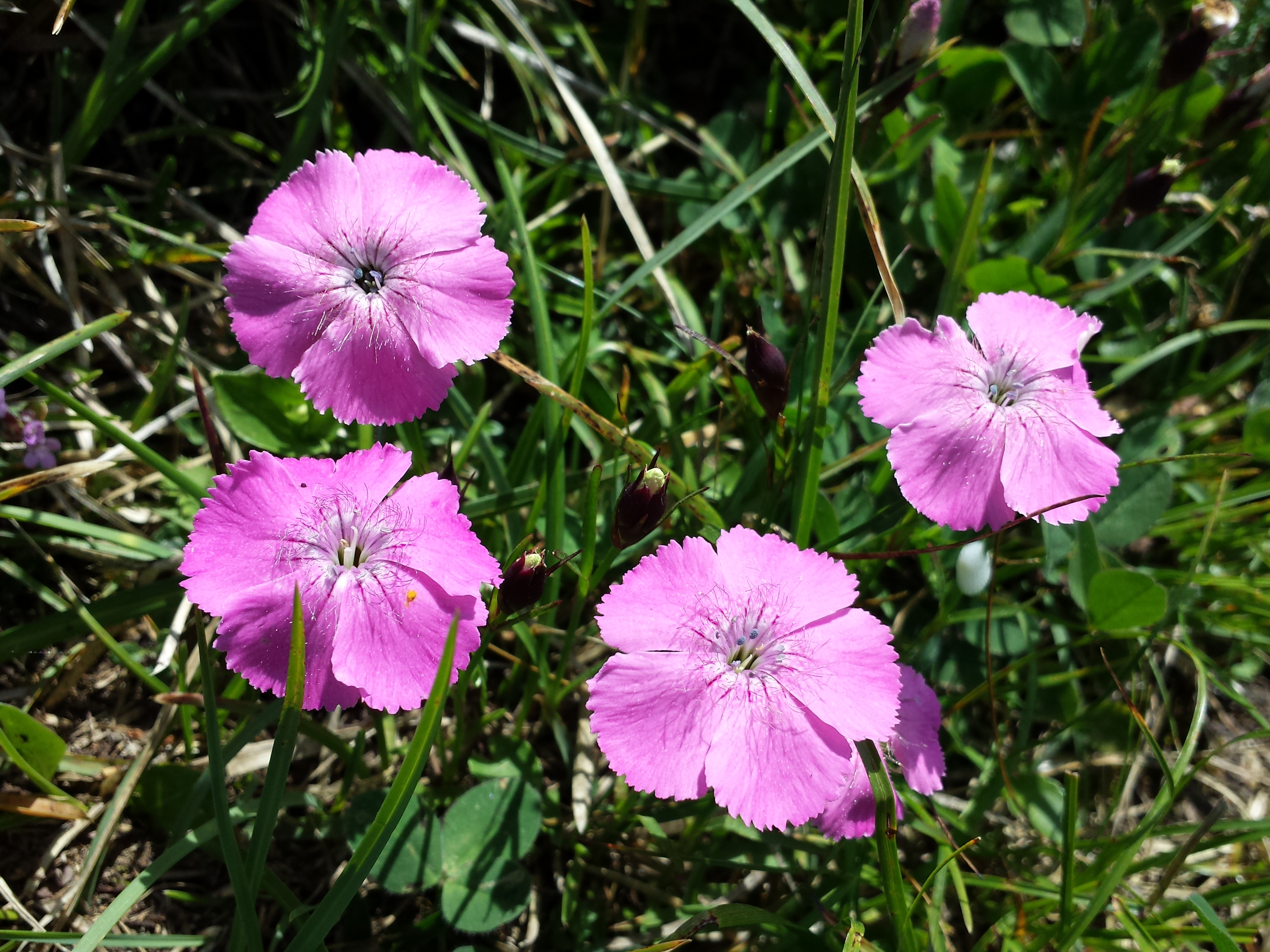
Alpen-Nelke (Dianthus alpinus)

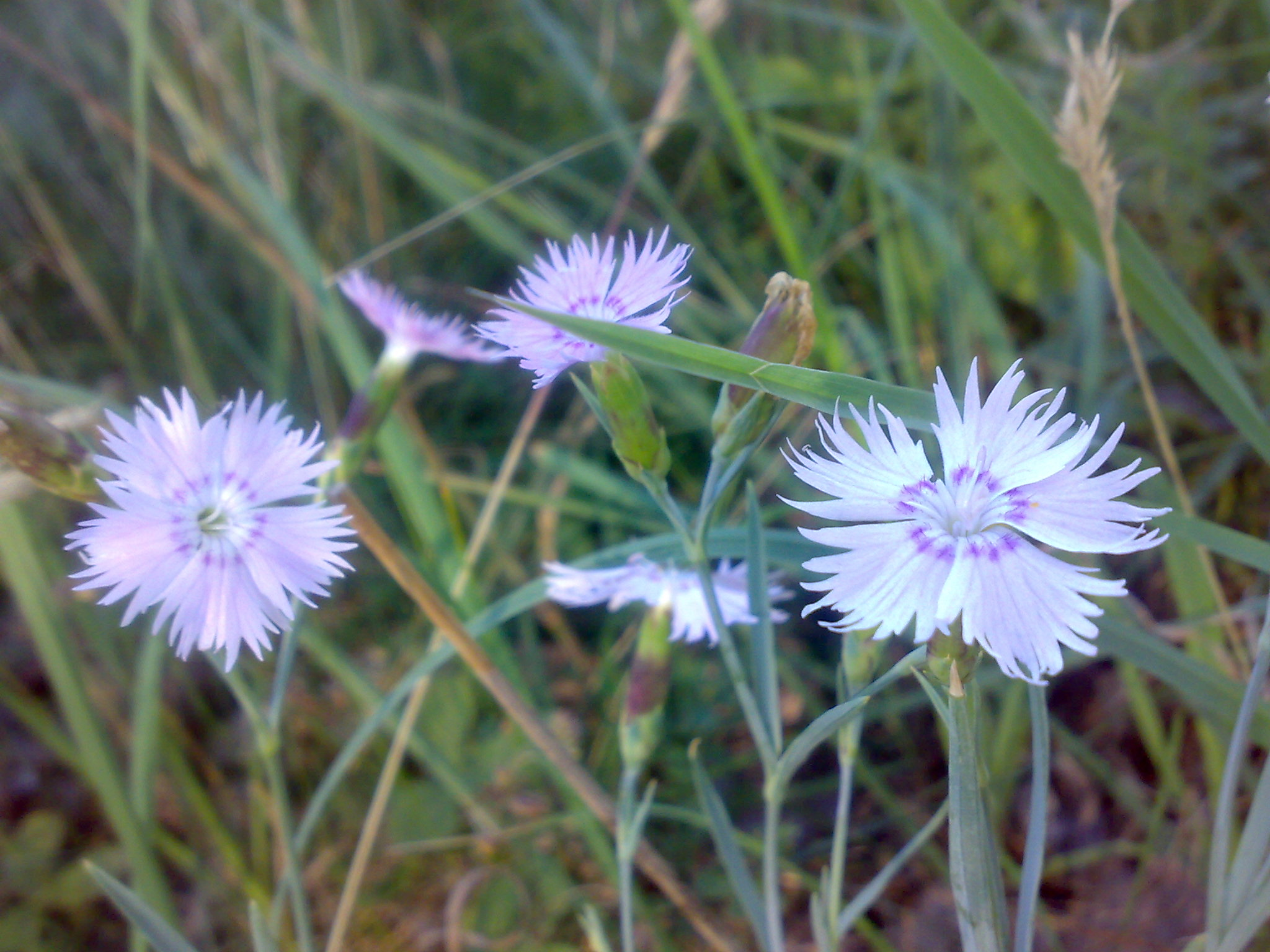
Sand-Nelke (Dianthus arenarius)

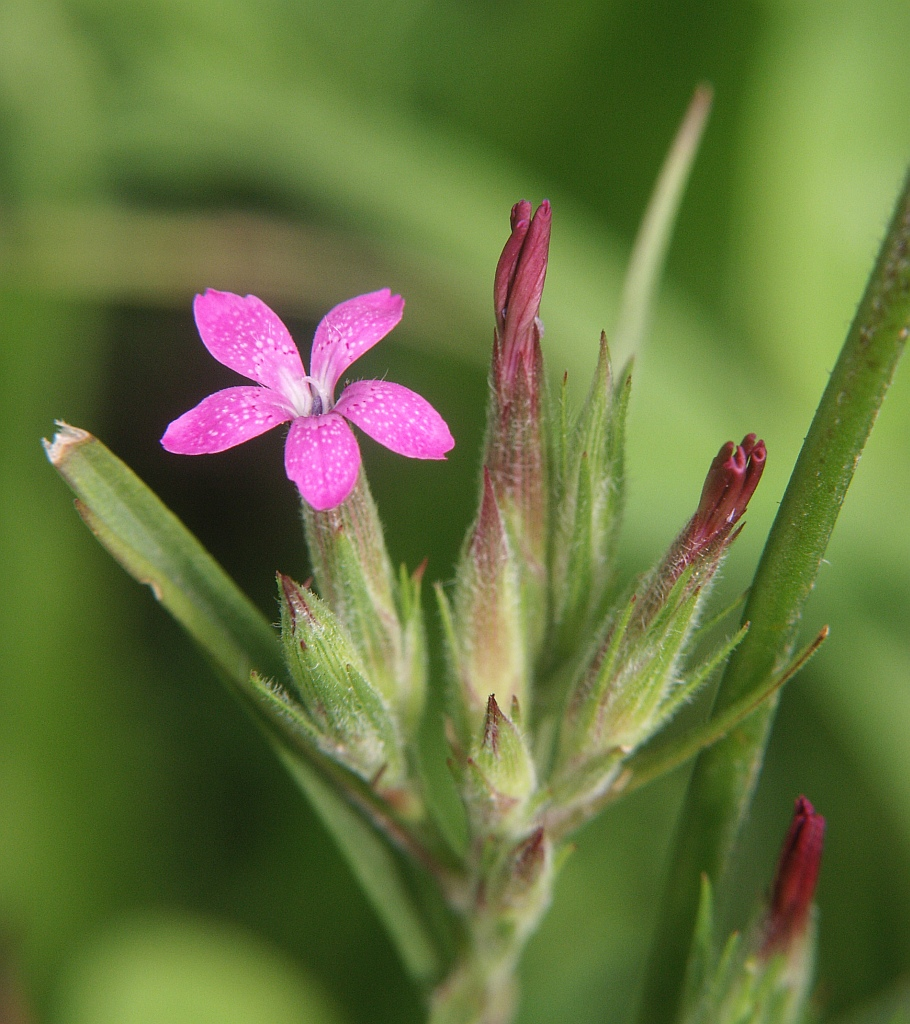
Büschel-Nelke (Dianthus armeria)

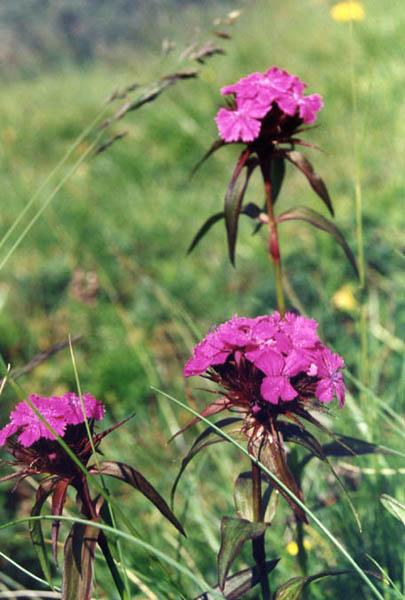
Bartnelke (Dianthus barbatus)

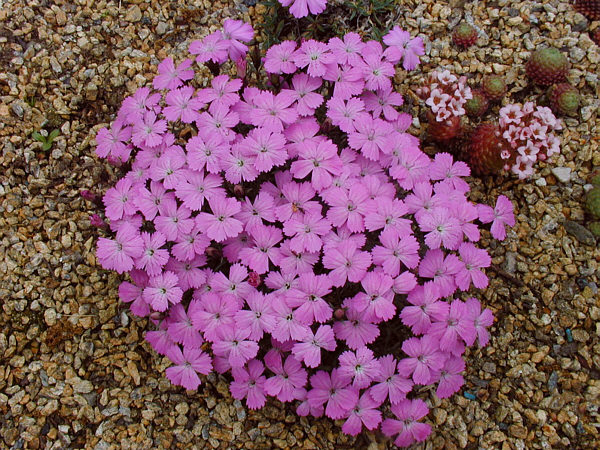
Dianthus brevicaulis

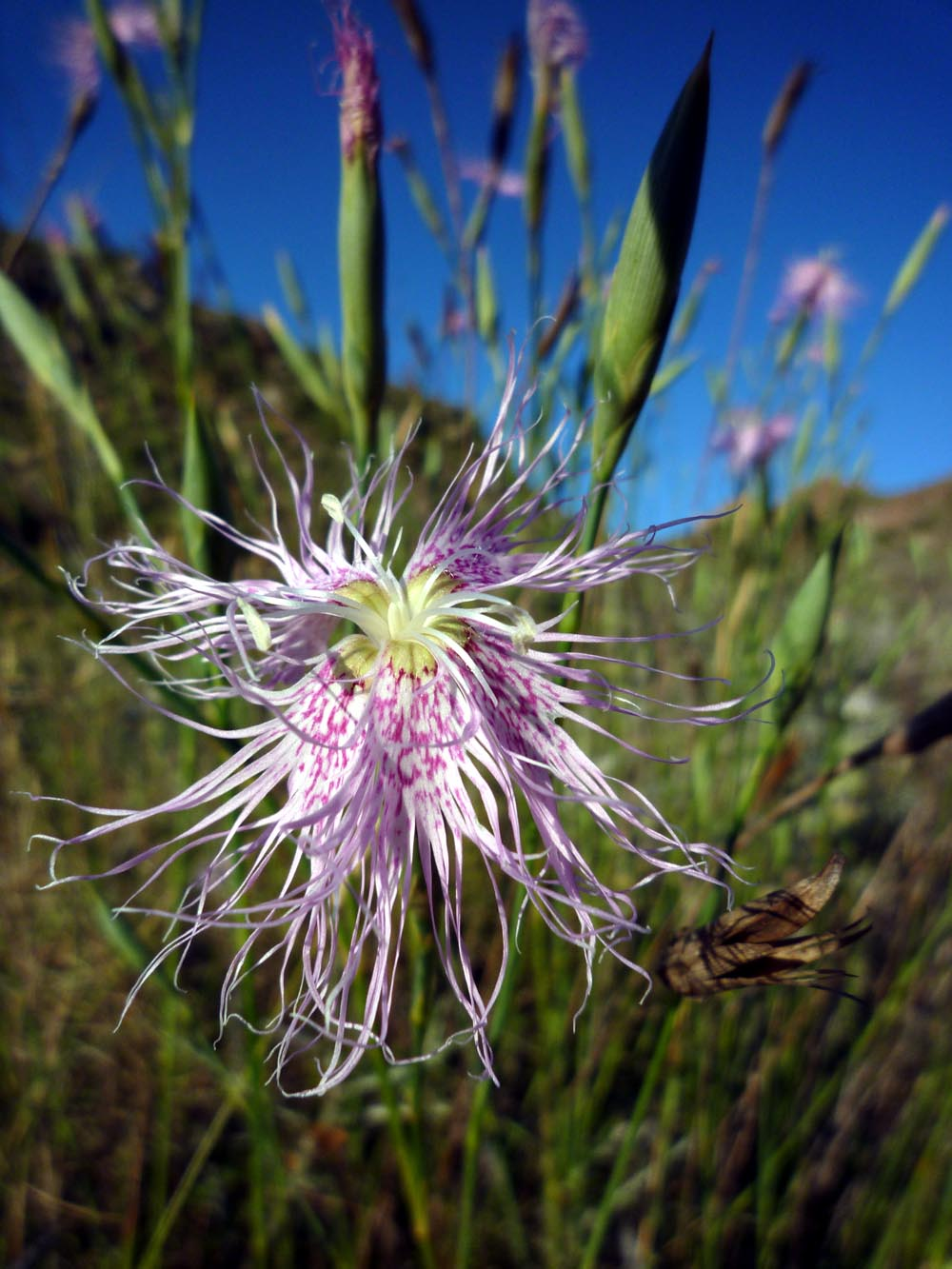
Dianthus broteri

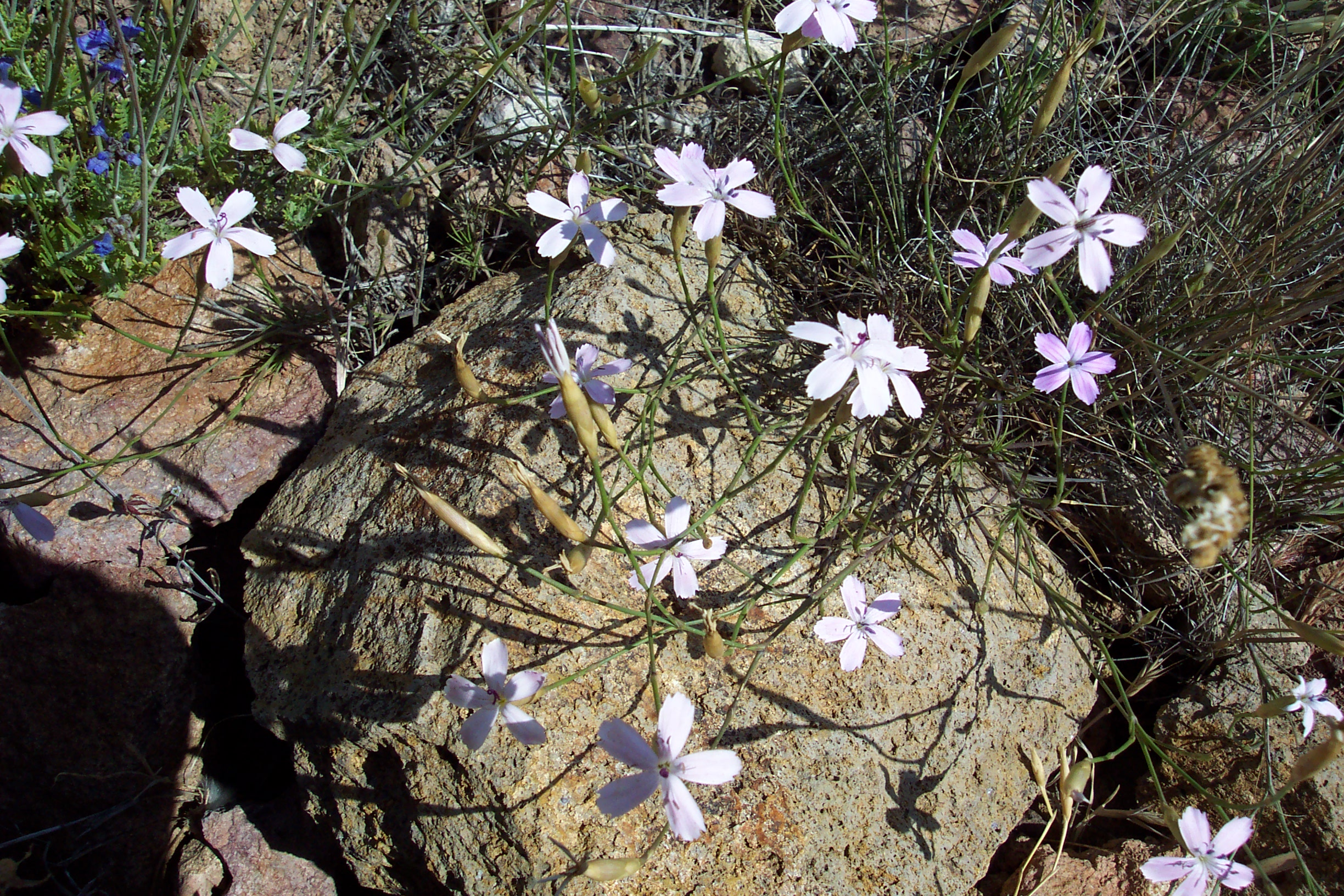
Dianthus charidemi

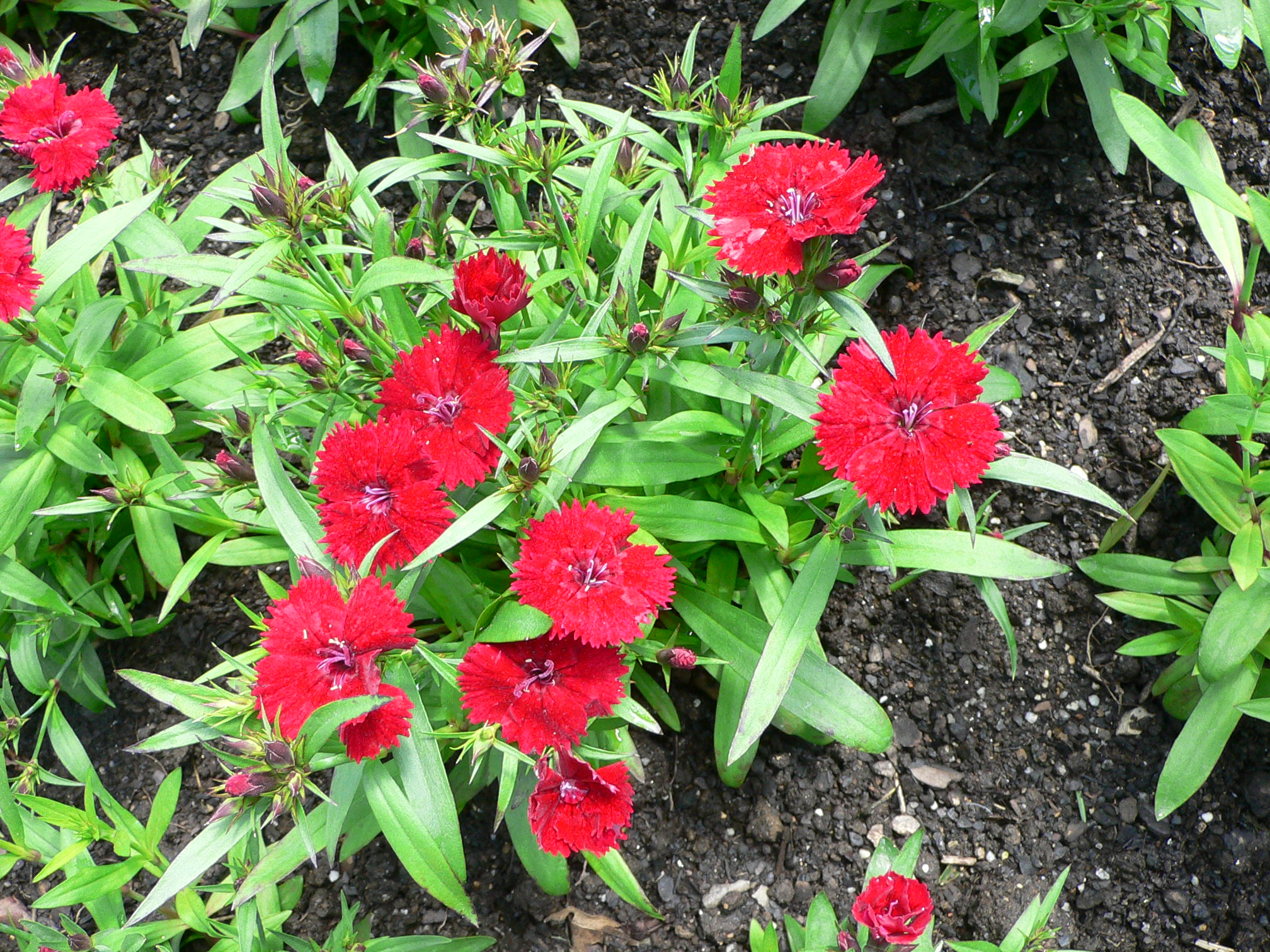
Chinesische Nelke (Dianthus chinensis)

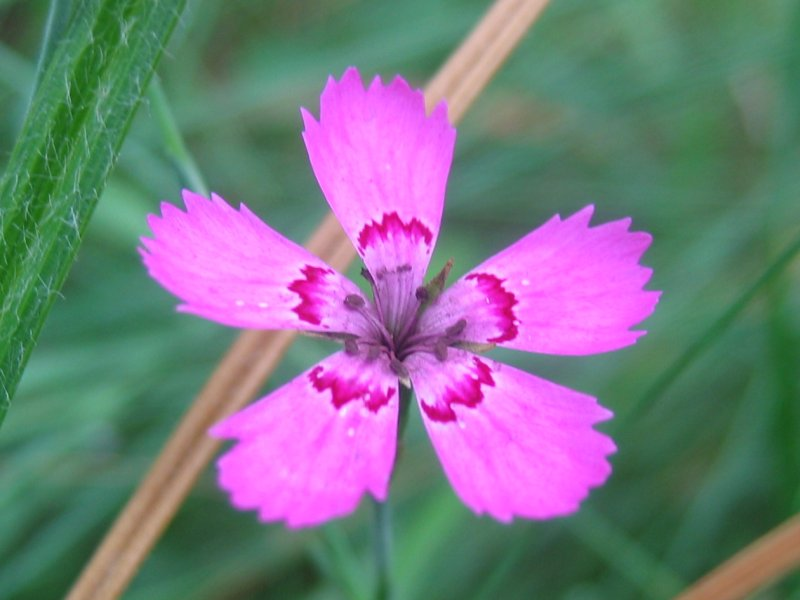
Heide-Nelke (Dianthus deltoides)

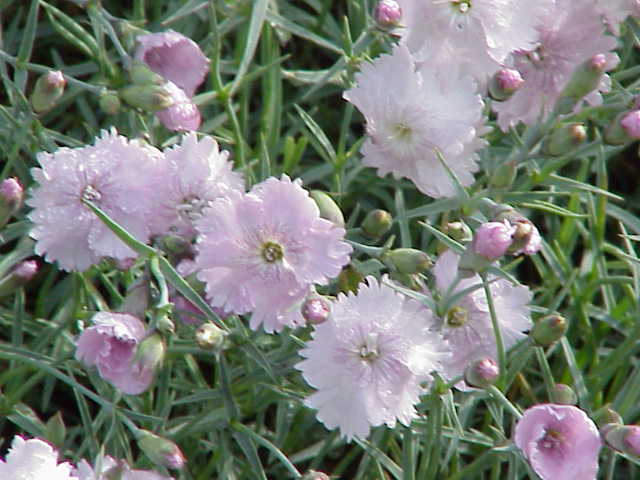
Pfingstnelke (Dianthus gratianopolitanus)

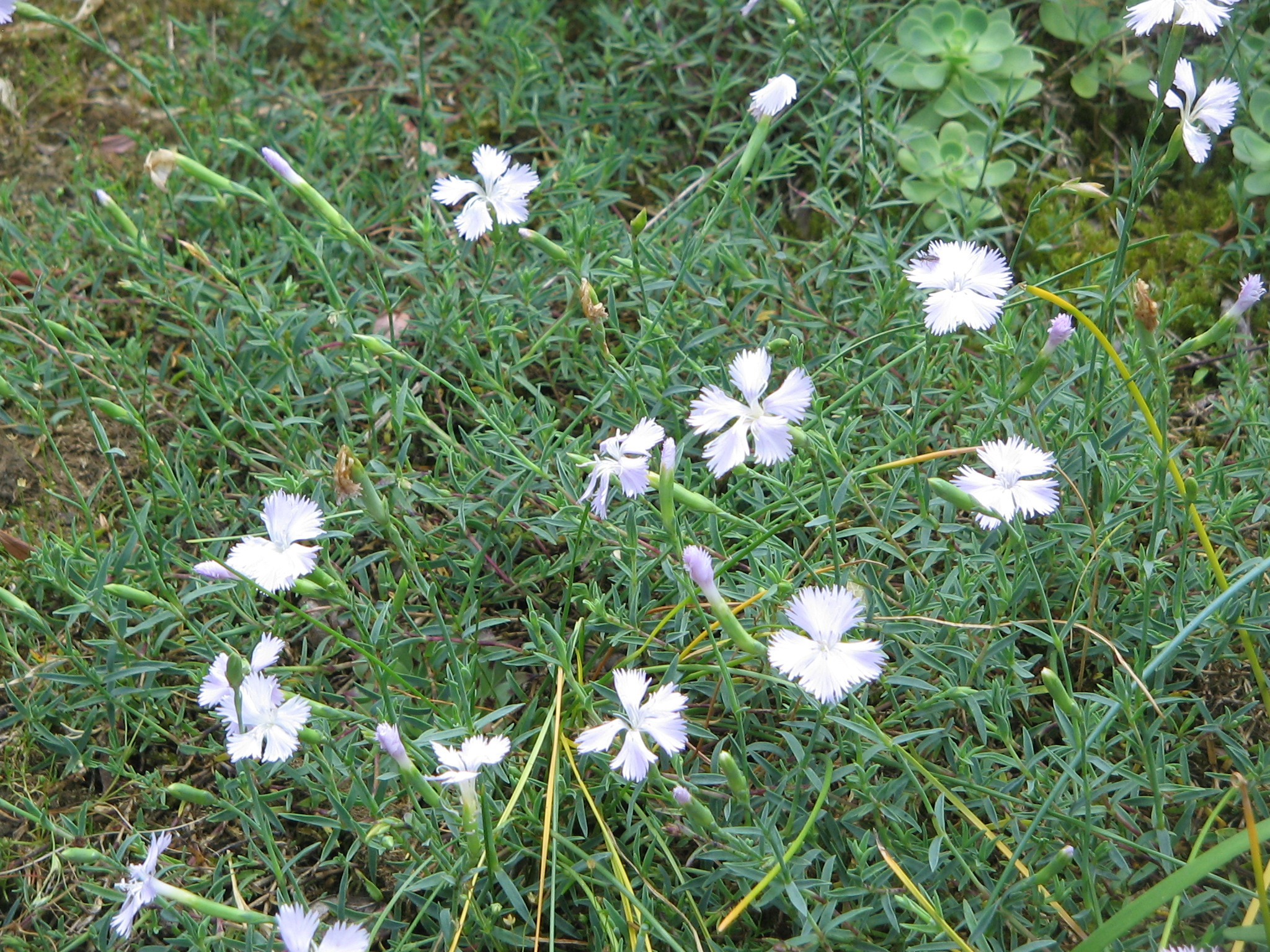
Habitus und Blütenstände von Dianthus hyssopifolius subsp. gallicus

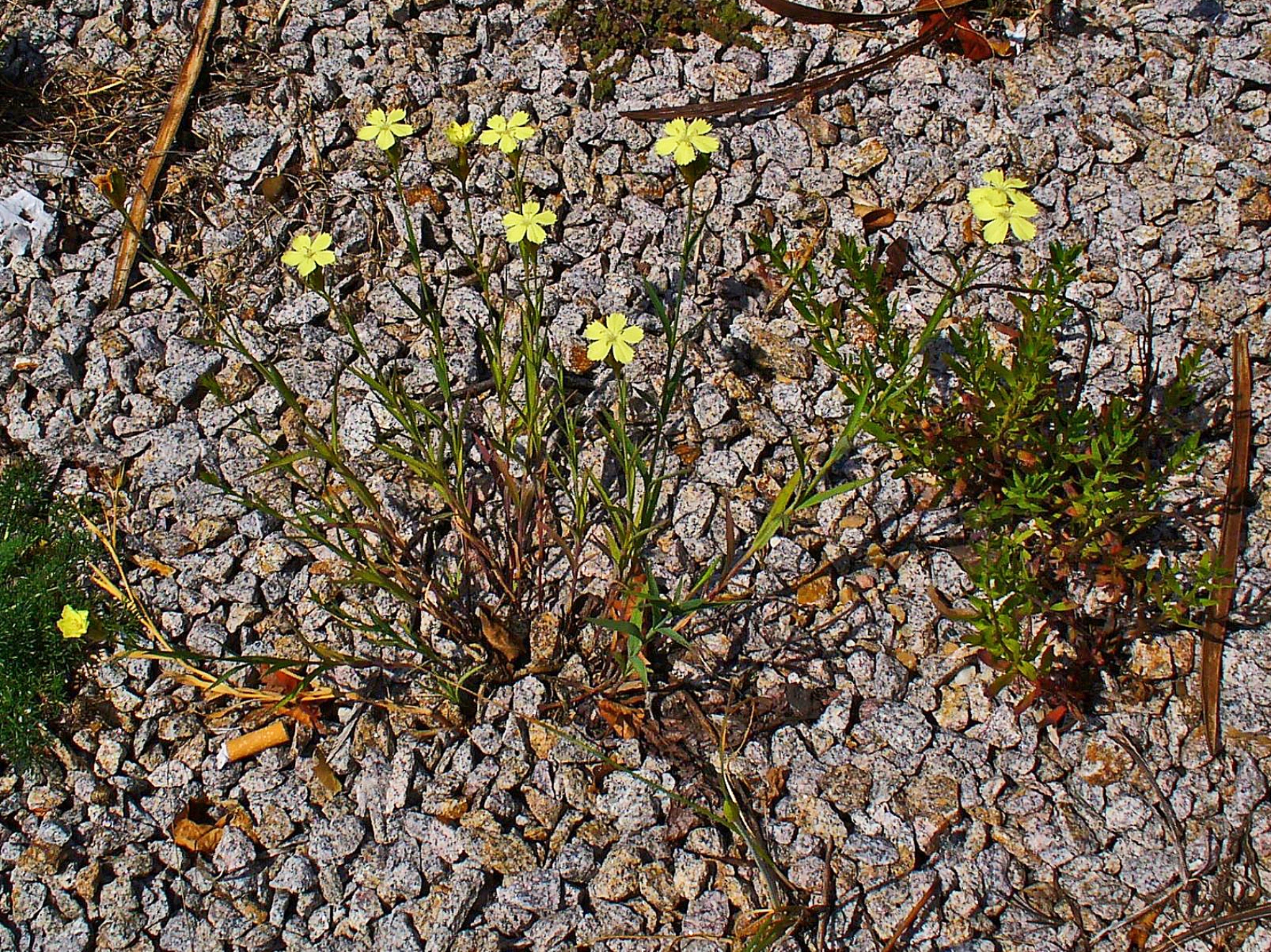
Dianthus knappii

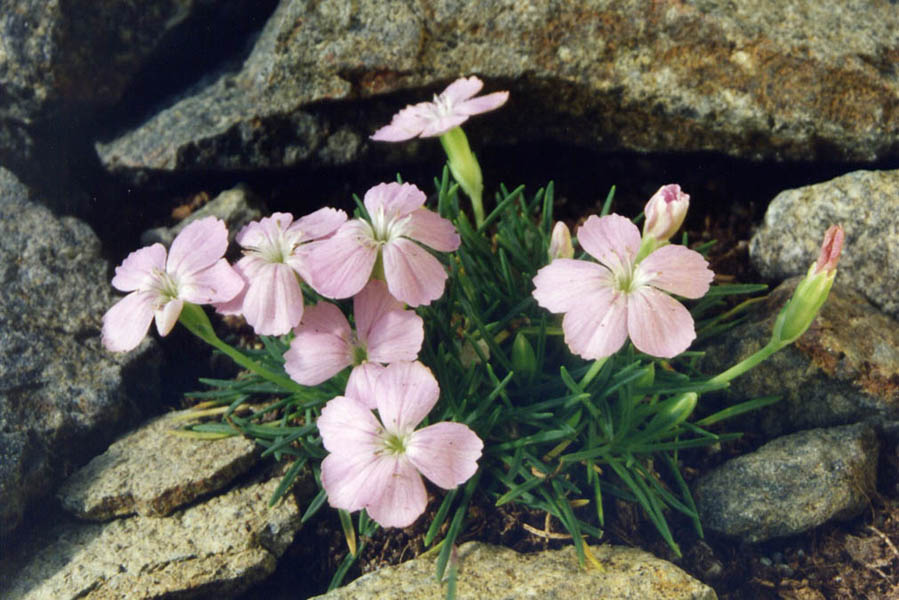
Dianthus microlepis

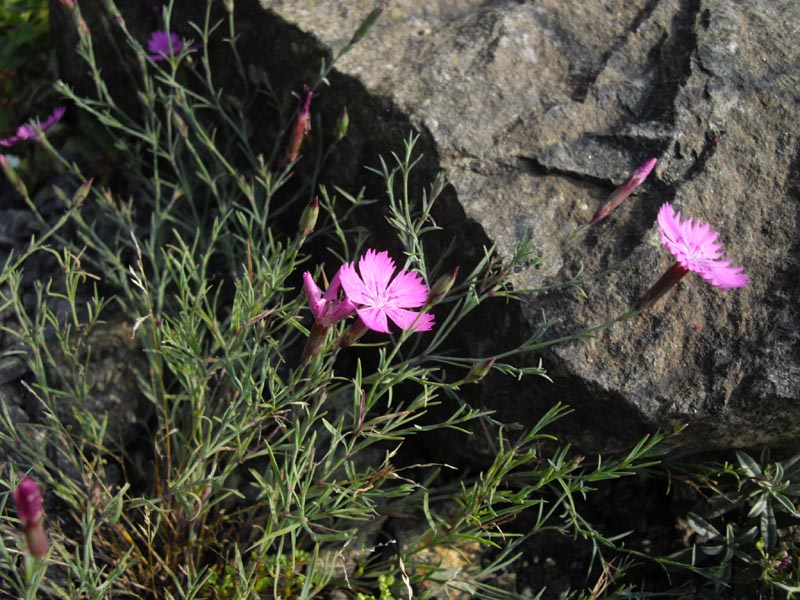
Dianthus nardiformis

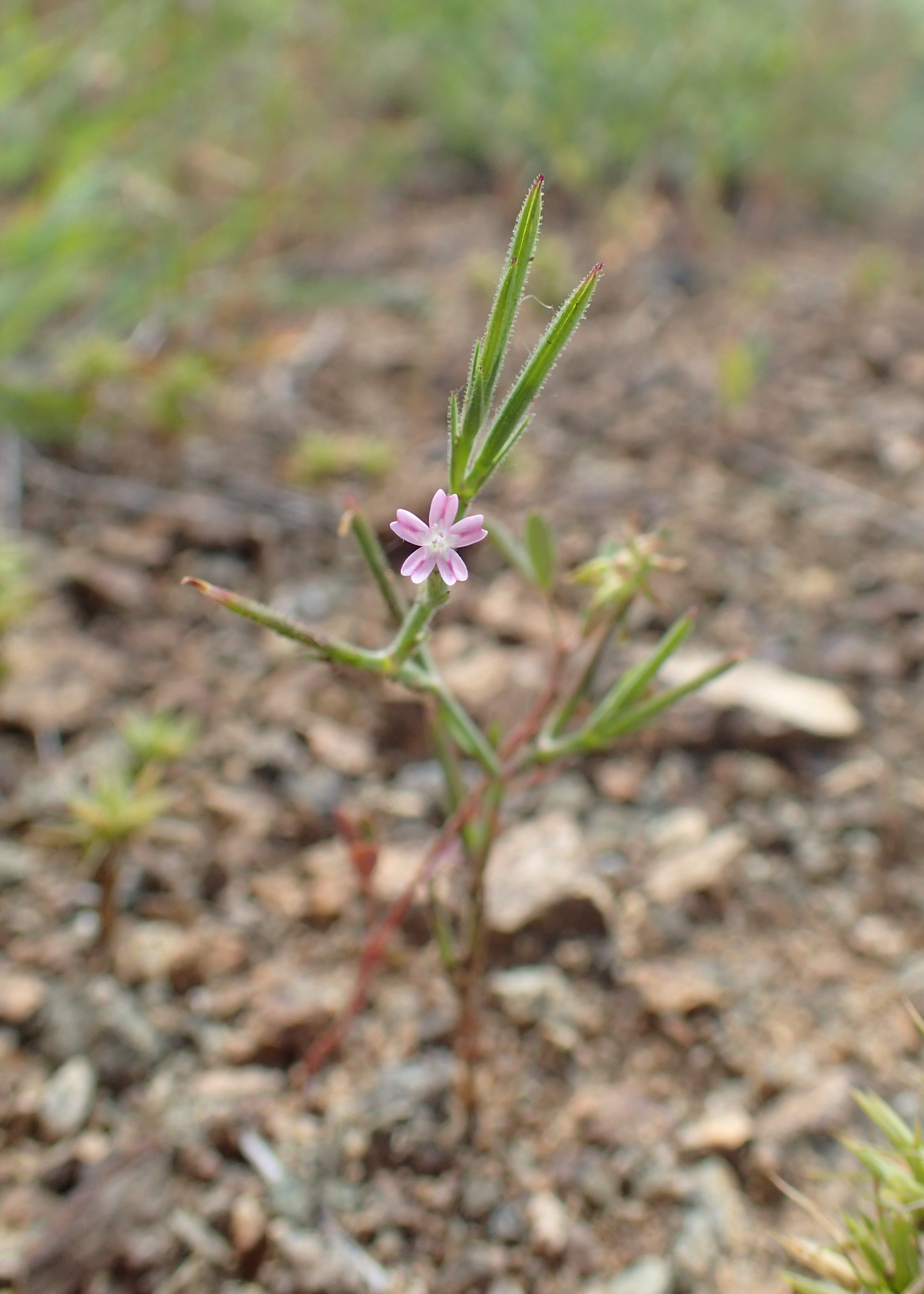
Dianthus nudiflorus

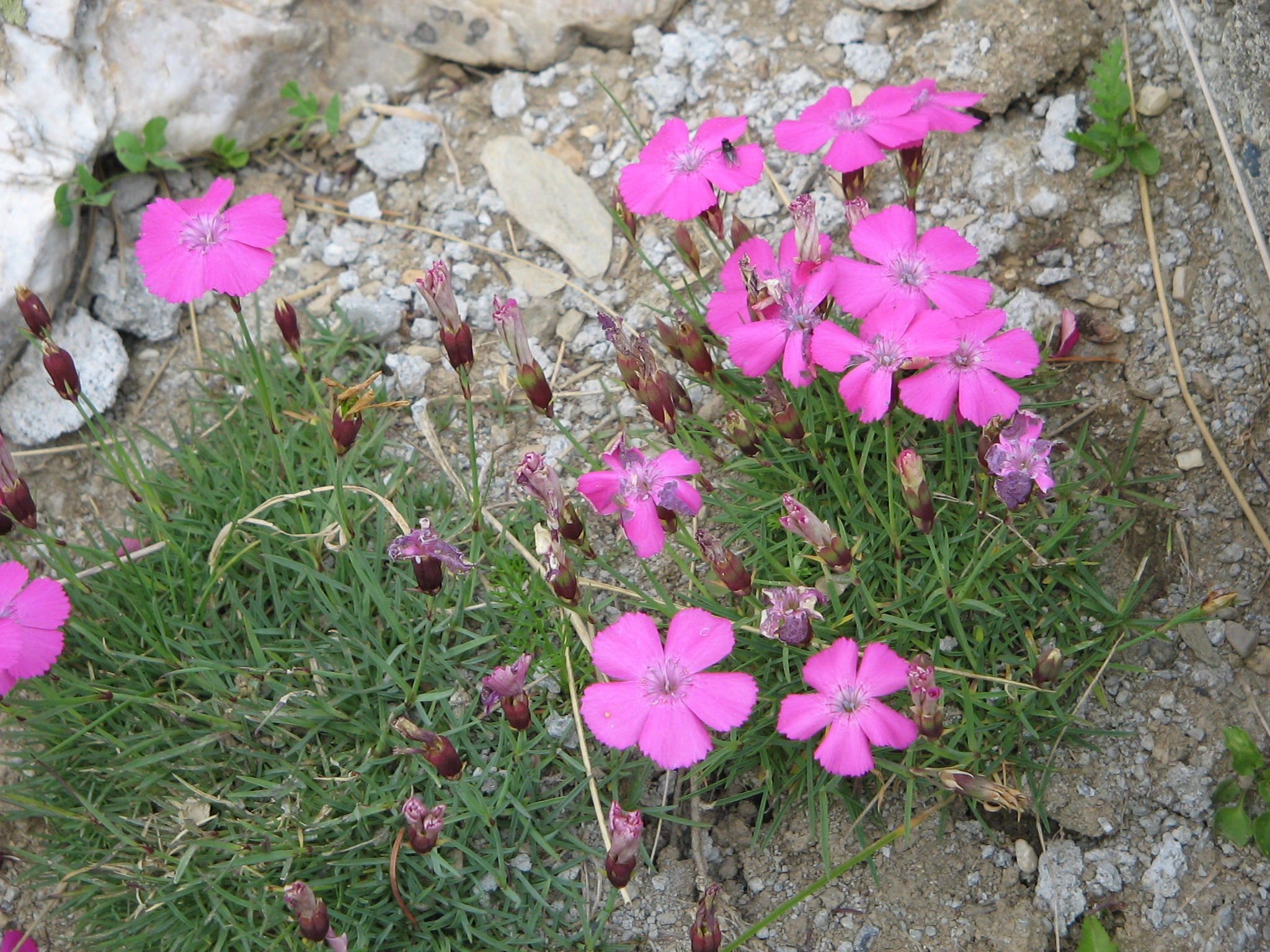
Dianthus pavonius

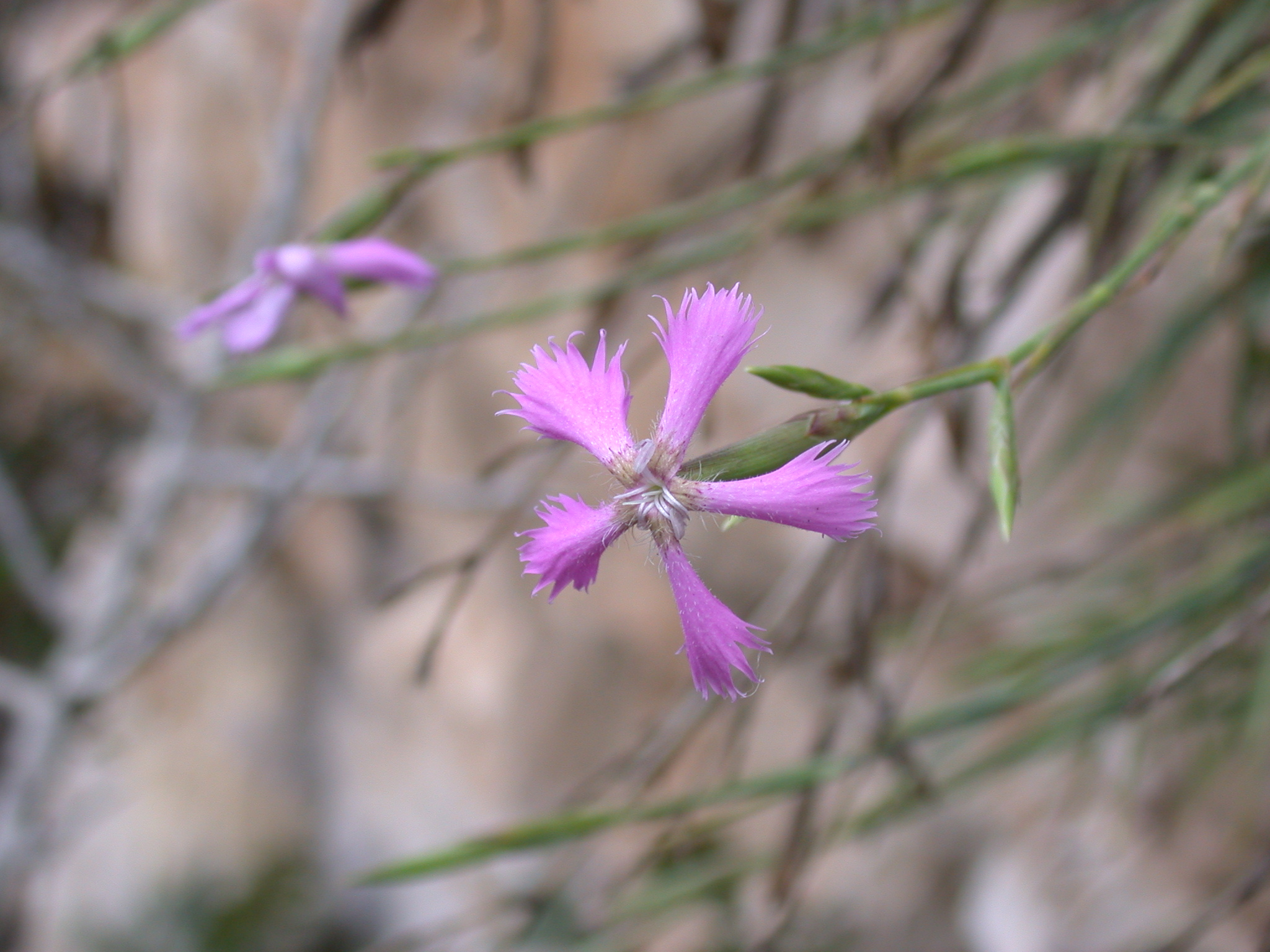
Dianthus pendulus

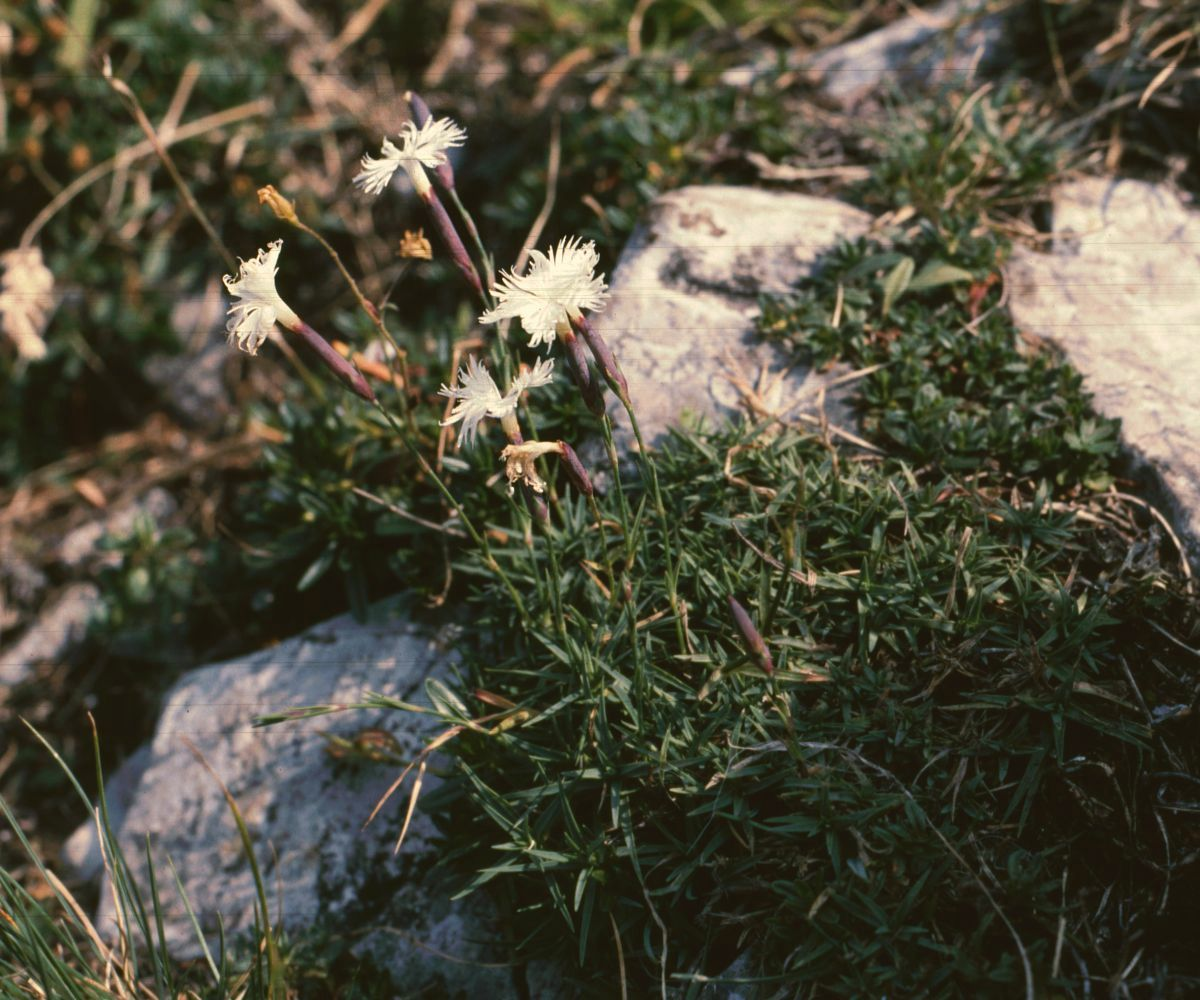
Dianthus petraeus

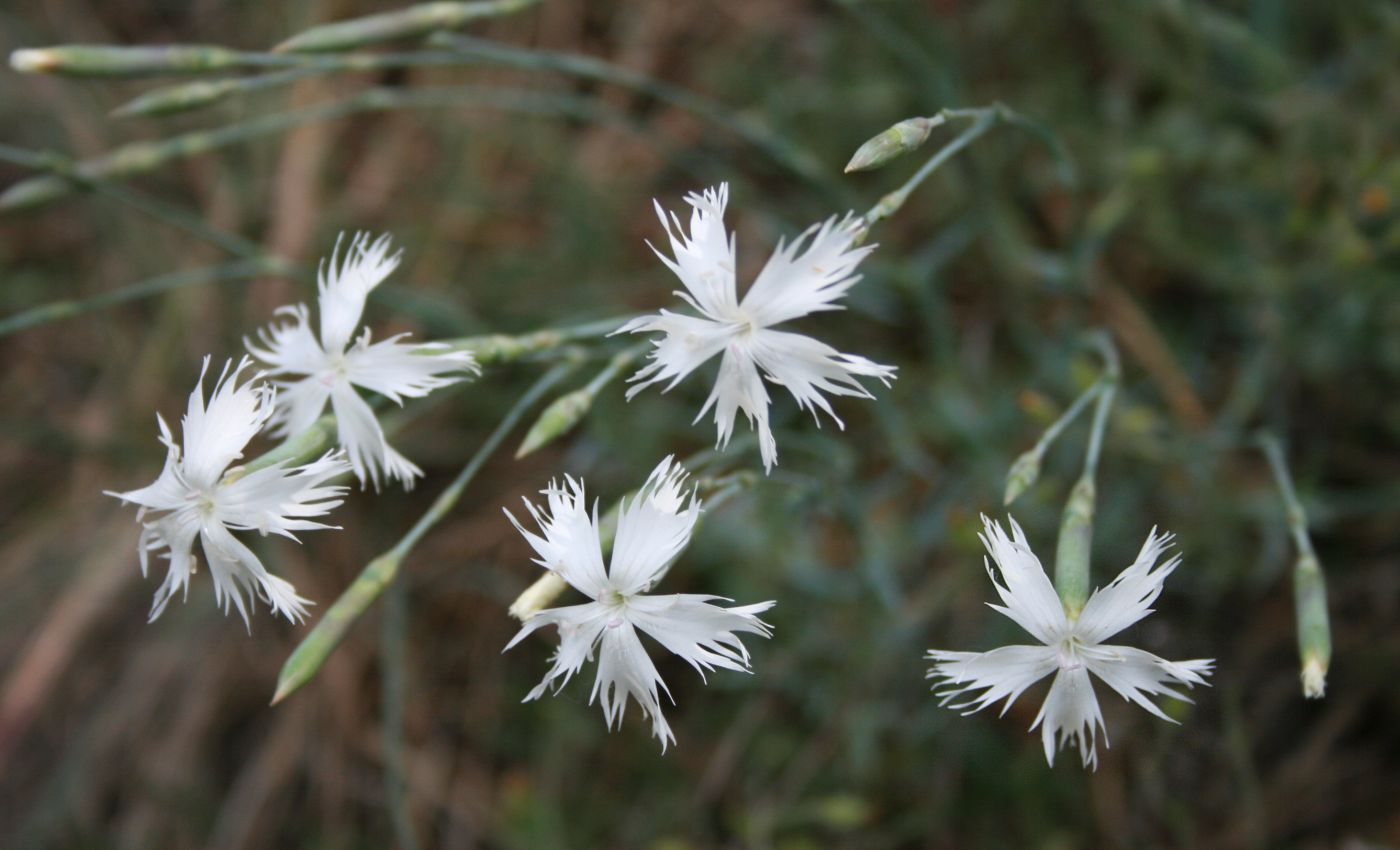
Feder-Nelke (Dianthus plumarius subsp. regis-stephani)

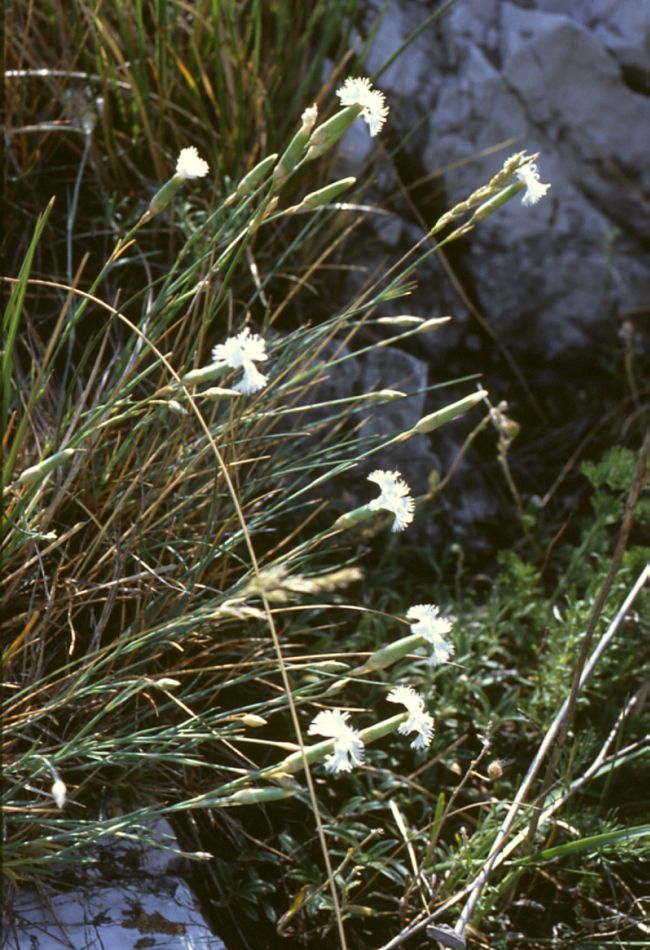
Hainburger Feder-Nelke (Dianthus praecox subsp. lumnitzeri)

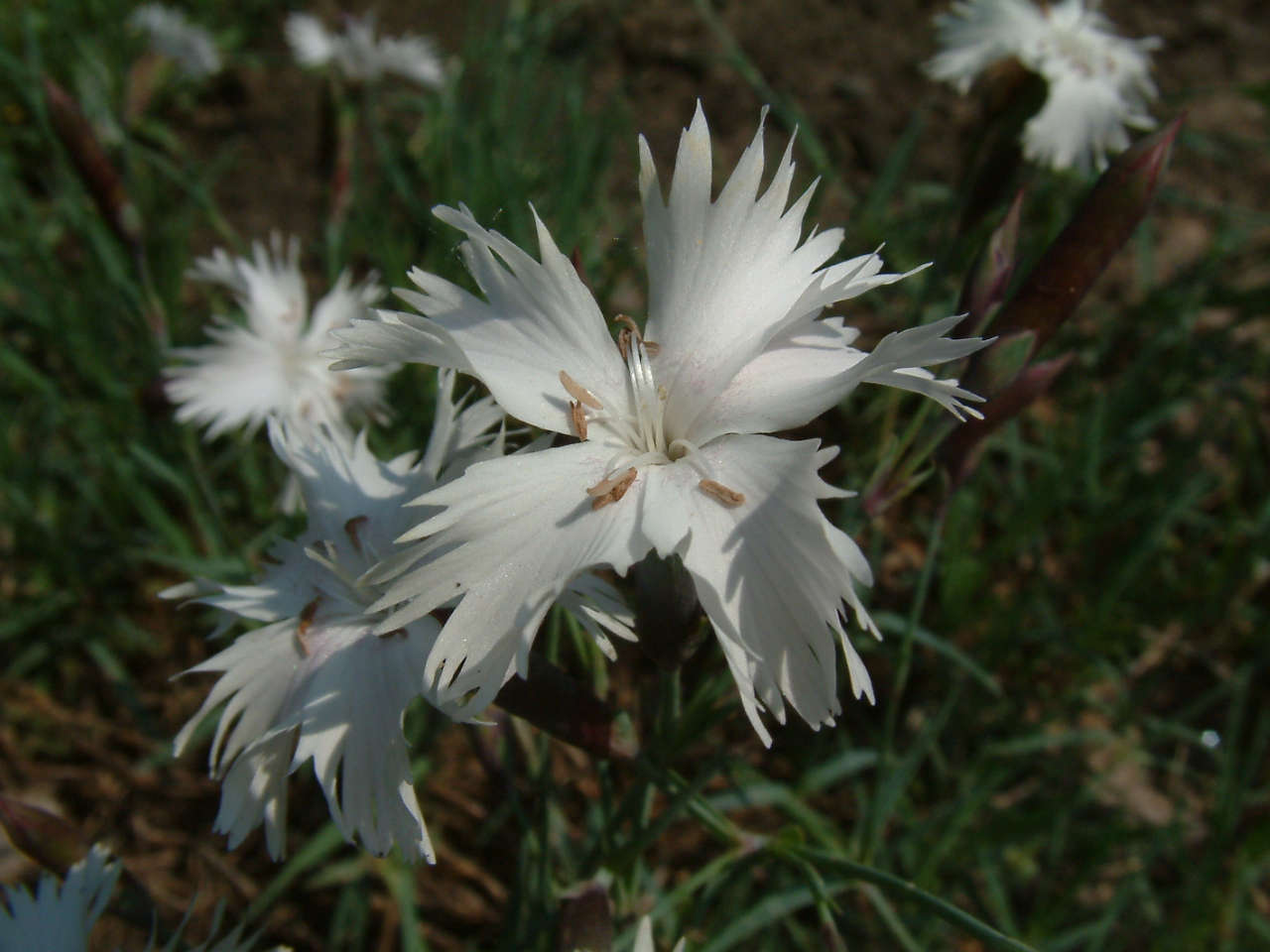
Busch-Nelke (Dianthus seguieri subsp. glaber)

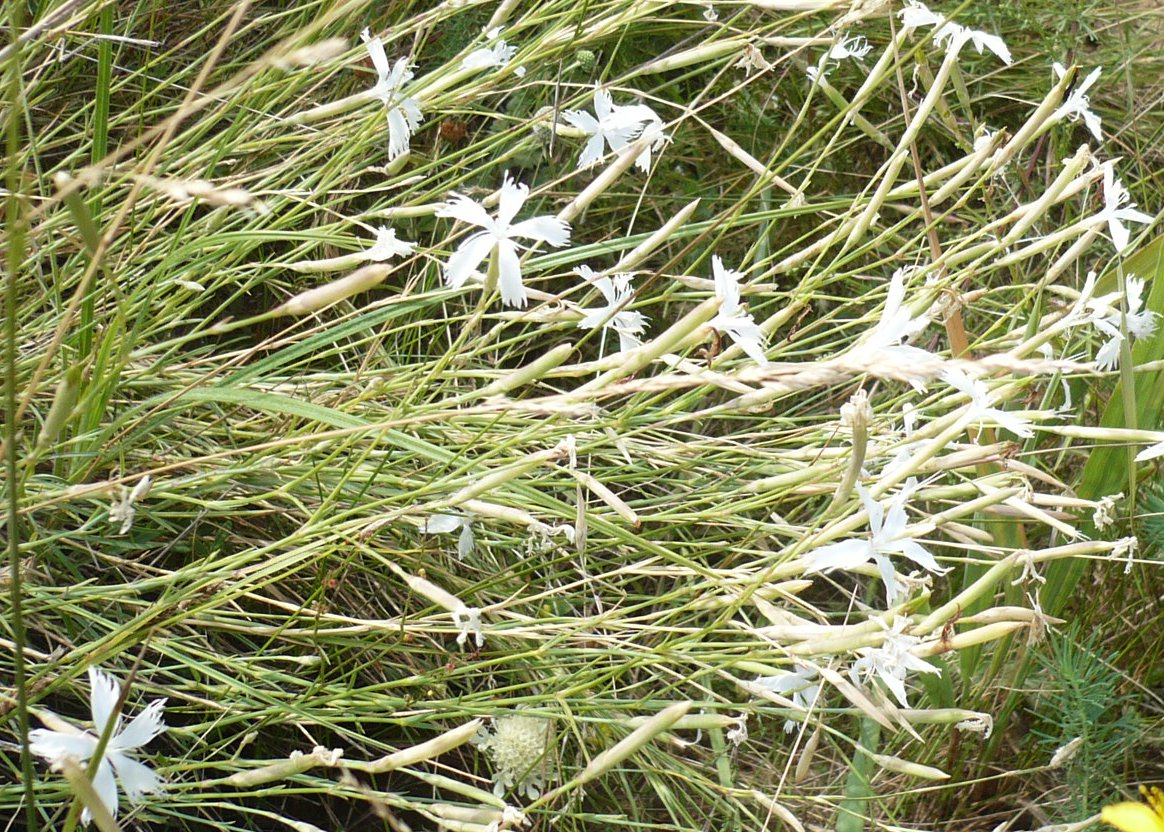
Späte Feder-Nelke (Dianthus serotinus)

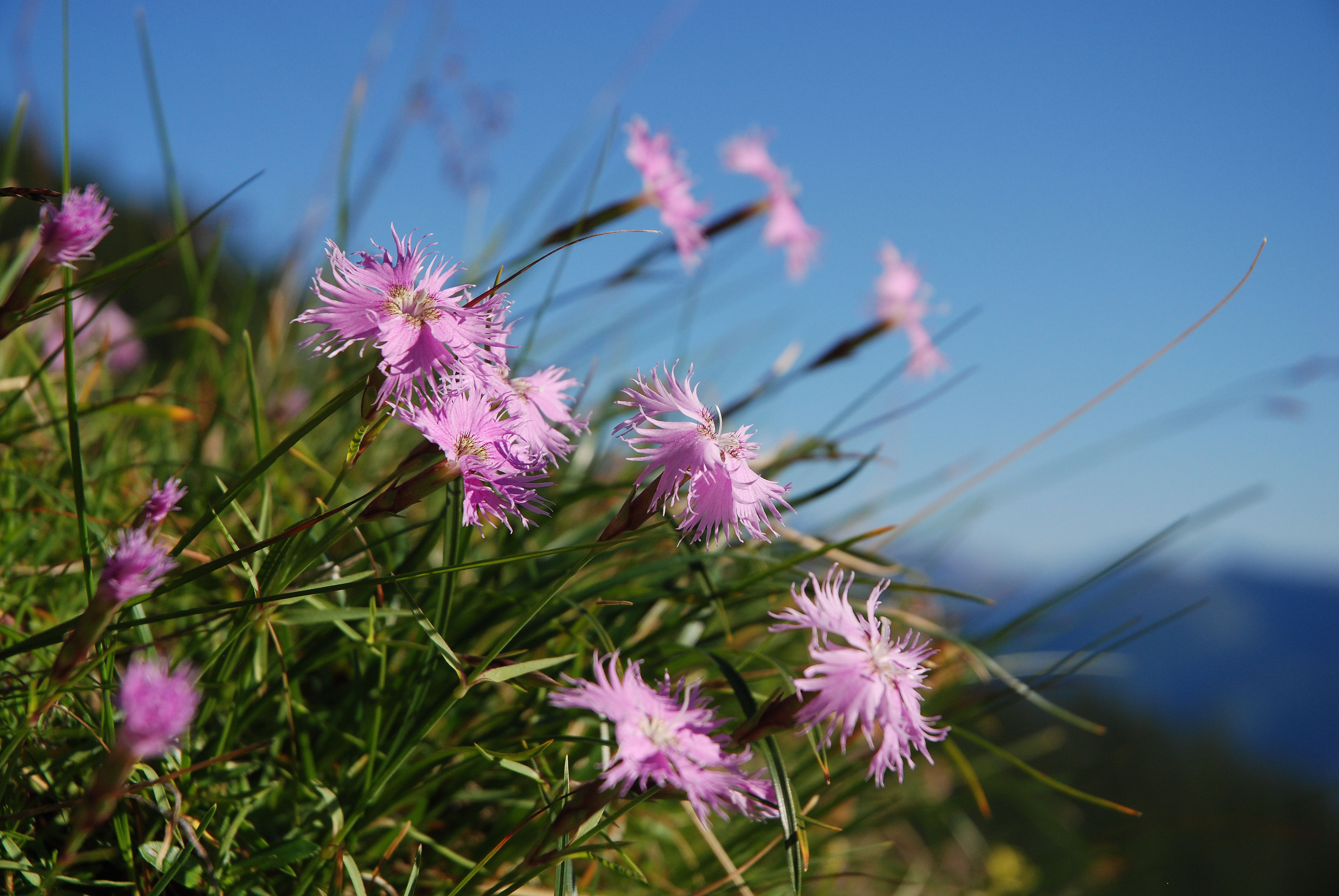
Dolomiten-Nelke (Dianthus sternbergii)

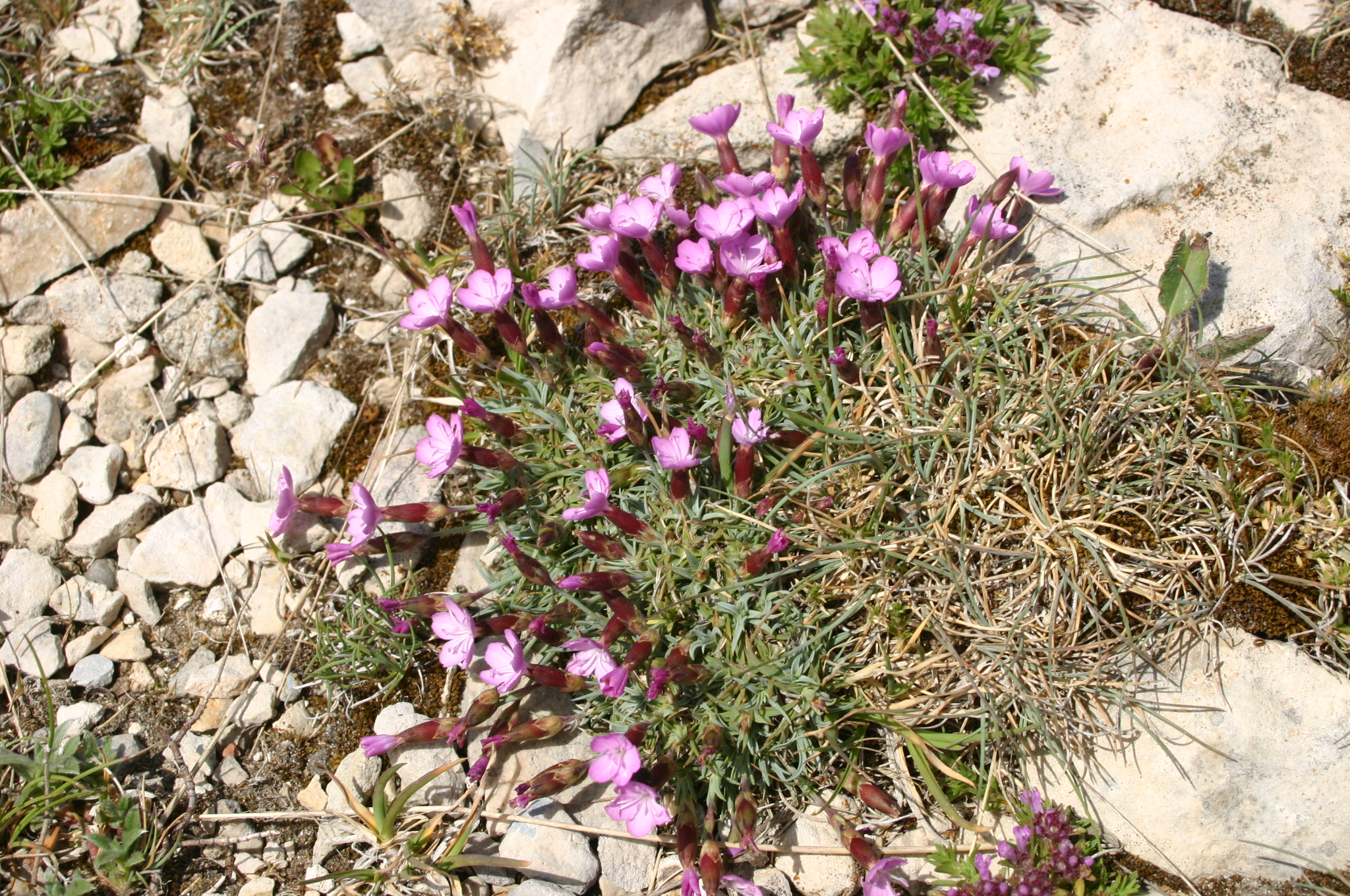
Dianthus subacaulis

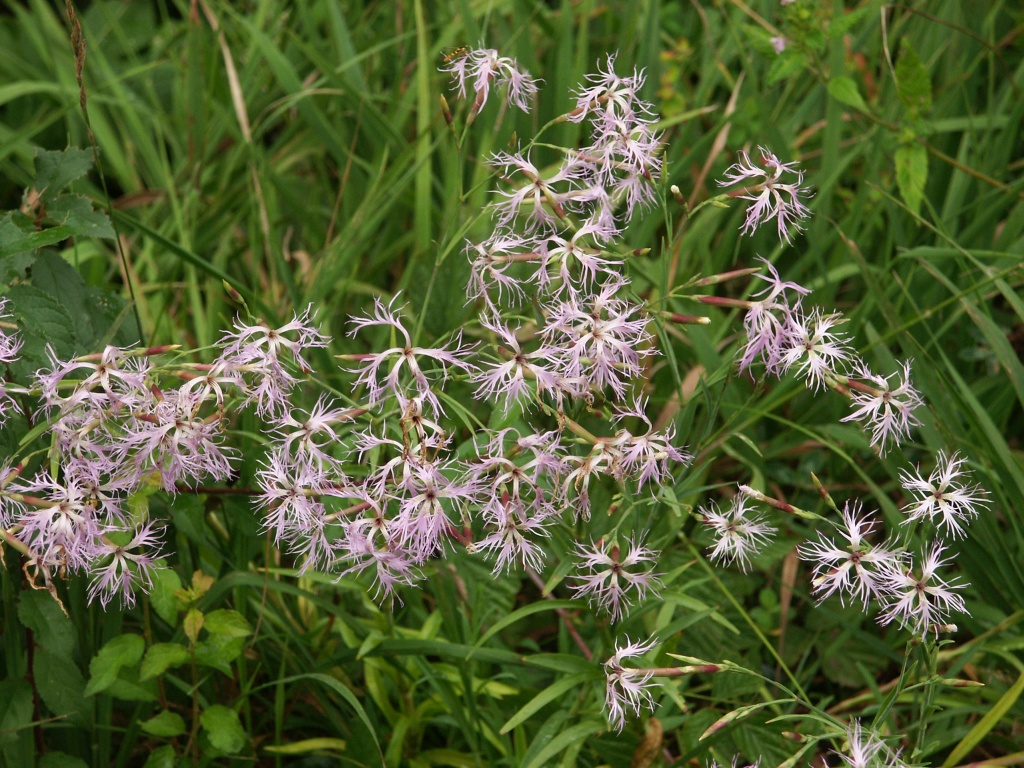
Pracht-Nelke (Dianthus superbus)

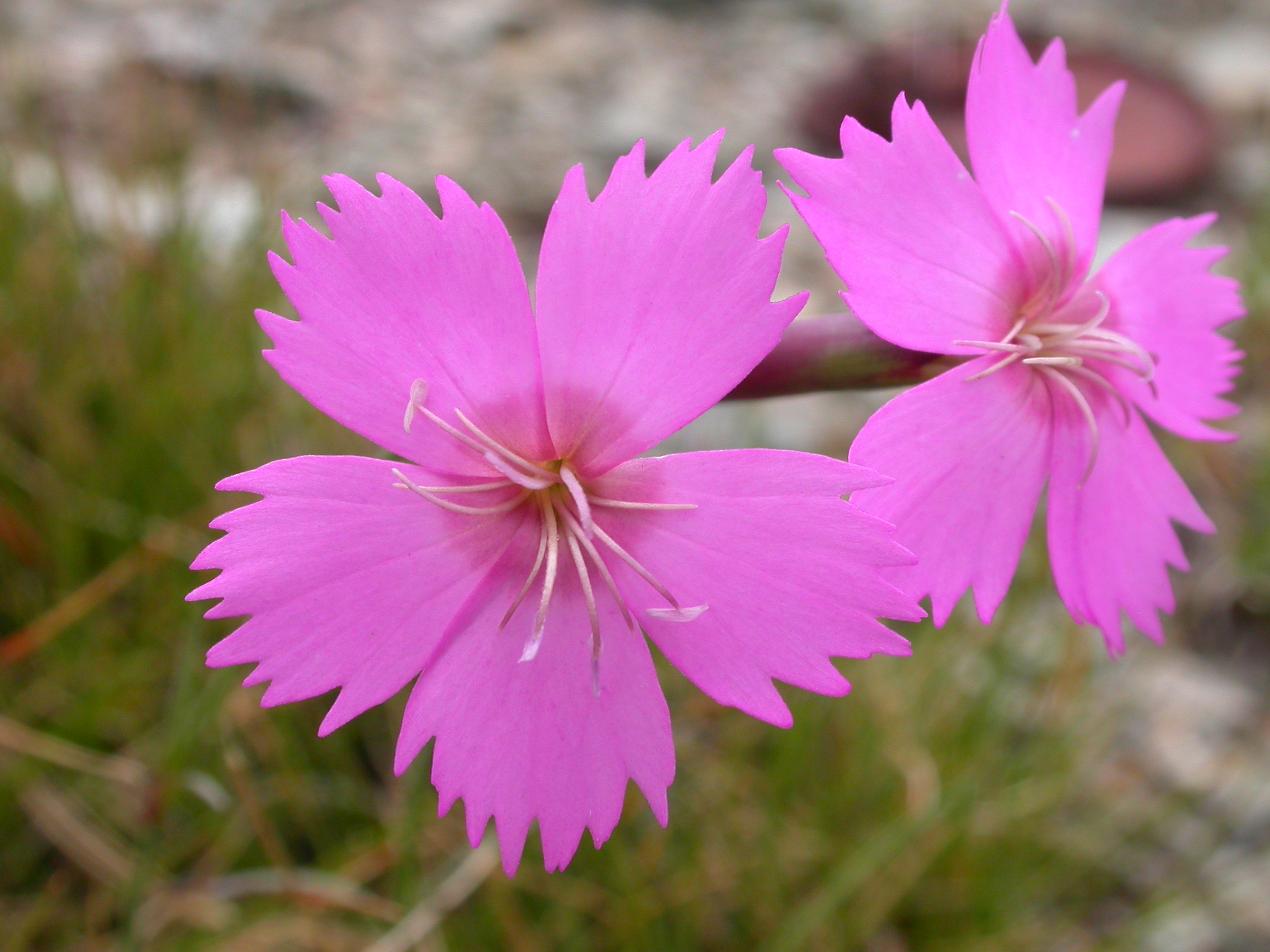
Stein-Nelke (Dianthus sylvestris)

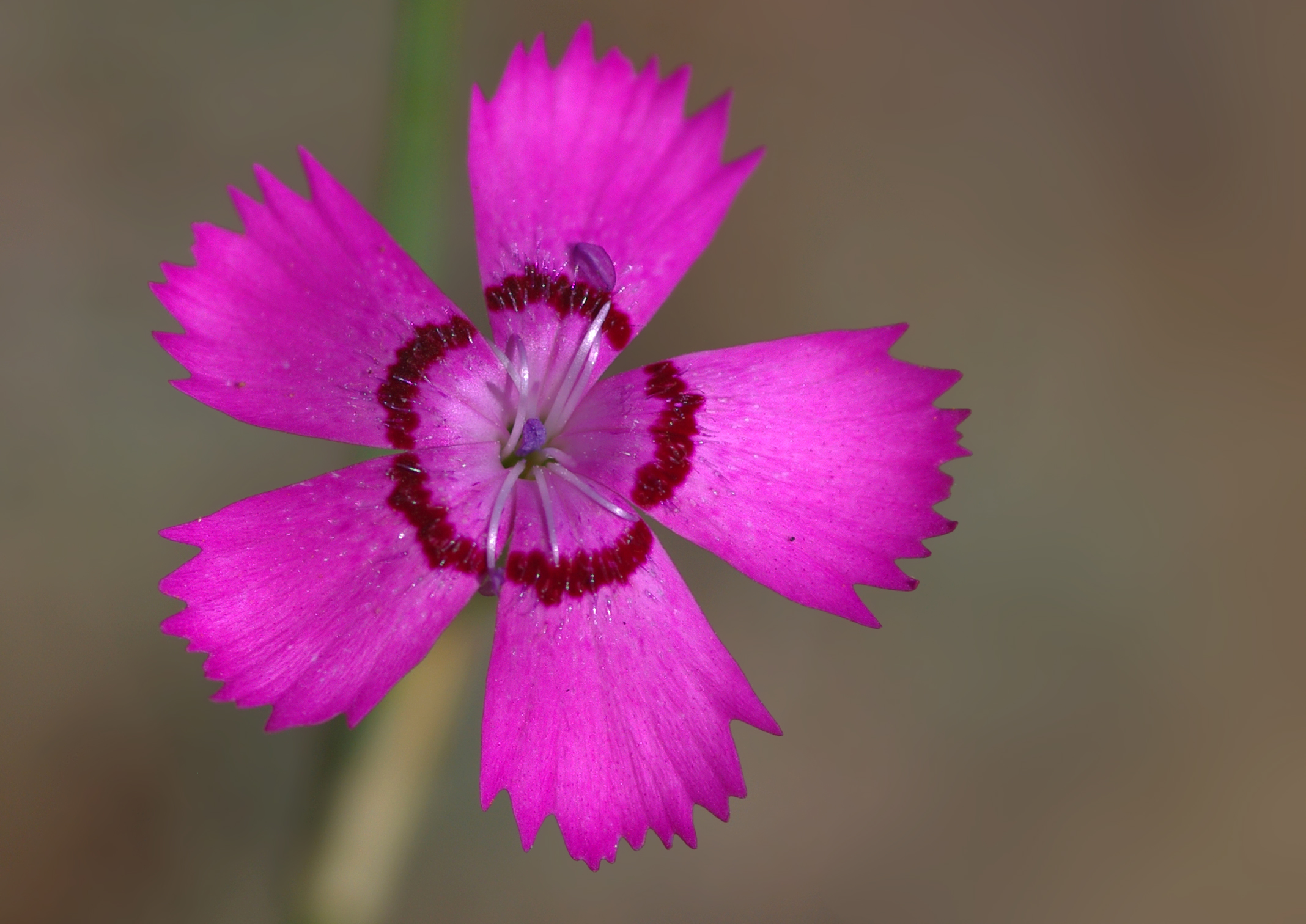
Radiärsymmetrische Blüte von Dianthus zonatus

Es gibt etwa 320 Arten in der Gattung Dianthus s str. oder bis zu 600 Arten in der Gattung Dianthus s l. Hier eine Auswahl:
- Dianthus abchasicus Gvinian.: Sie kommt im Kaukasusraum vor.[2]
- Dianthus acantholimonoides Schischk.: Sie kommt nur im westlichen Kaukasusraum vor.[6]
- Dianthus acicularis Ledeb.: Sie kommt im europäischen Teil Russlands, in Sibirien, Kasachstan und Xinjiang vor.[2]
- Dianthus acrochlorus Stapf: Sie kommt in der Türkei vor.[6]

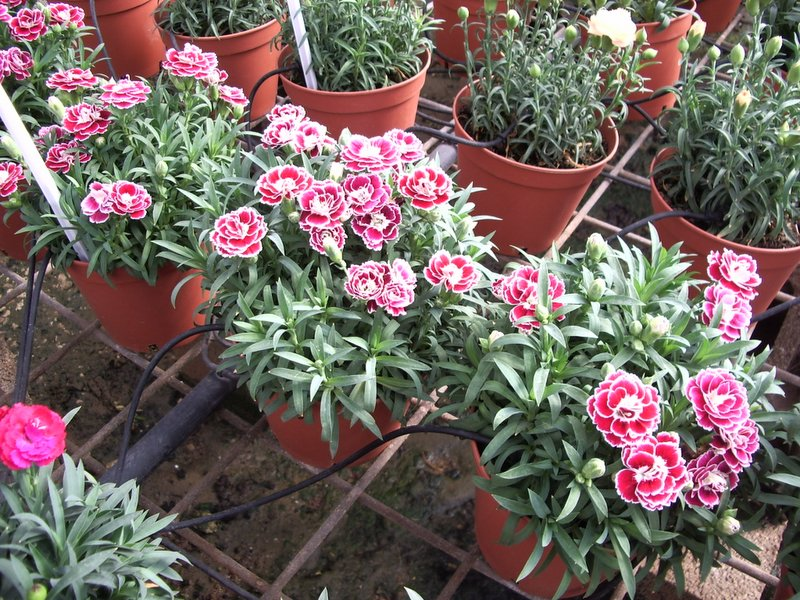
Gartennelke (Dianthus caryophyllus) als Topfpflanzen im Gewächshaus mit Tröpfchenbewässerung

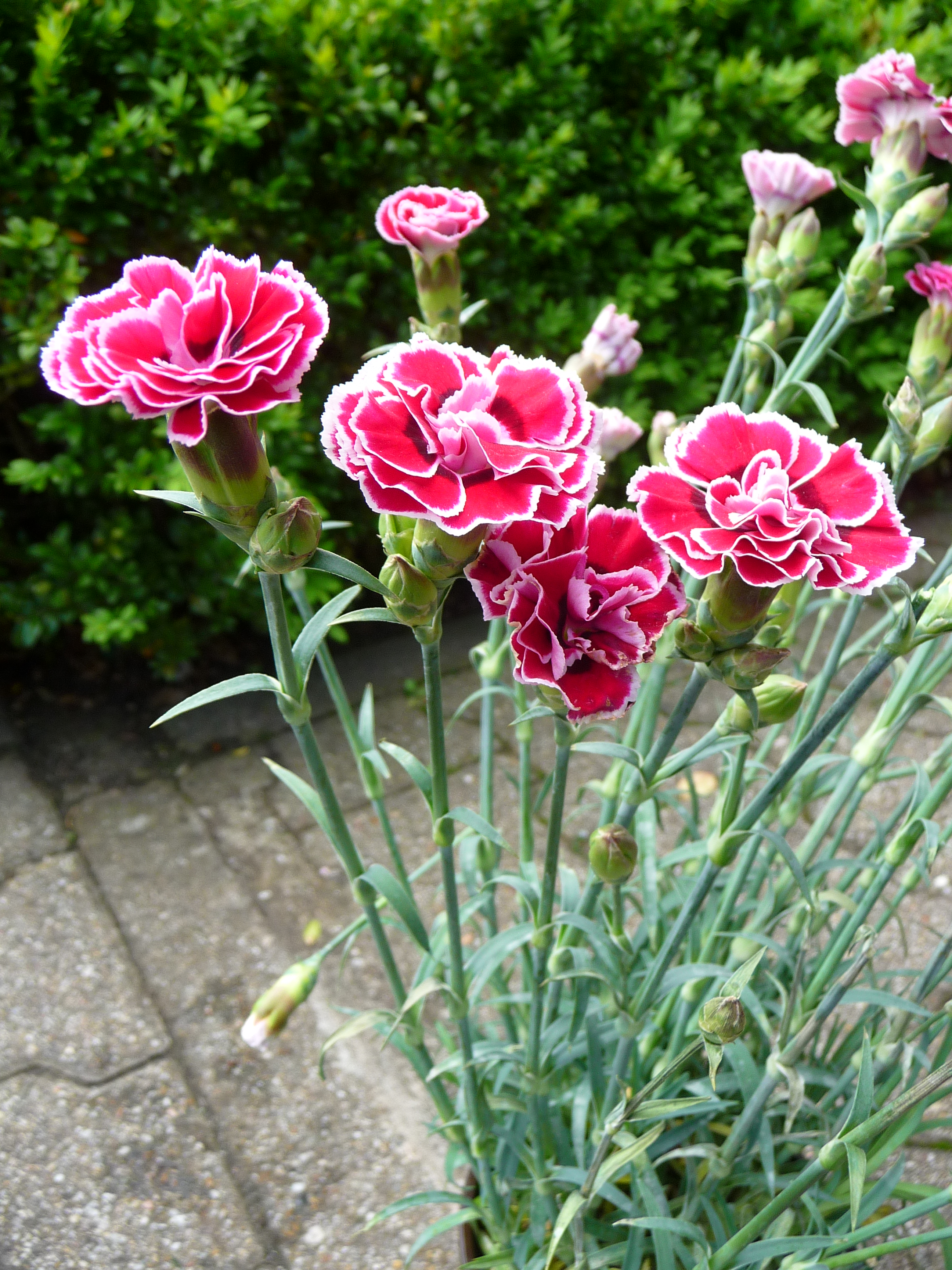
Landnelke (Dianthus caryophyllus Sorte ‘Mondrian’)

- Dianthus algetanus F.N.Williams: Sie kommt in Spanien vor.[6]
- Alpen-Nelke oder Ostalpen-Nelke (Dianthus alpinus L.)[6]
- Dianthus anatolicus Boiss.: Sie kommt in der Türkei, auf Inseln in der Ägäis, in Syrien, im Irak, Iran in Pakistan und in Indien vor.[2]
- Dianthus ancyrensis Hausskn. & Bornm.: Sie kommt in der Türkei vor.[6]
- Dianthus andronakii Schischk.: Sie kommt in der Türkei vor.[6]
- Dianthus androsaceus (Boiss. & Heldr.) Hayek: Sie kommt in Griechenland vor.[2]
- Dianthus anticarius Boiss. & Reut.: Sie kommt in Spanien vor.[6]
- Sand-Nelke (Dianthus arenarius L.)[6]
- Raue Nelke oder Büschel-Nelke (Dianthus armeria L.)[6]
- Dianthus arpadianus Ade & Bornm.: Sie kommt in der Türkei, in Griechenland und auf Inseln in der Ägäis vor.[2]
- Dianthus arrostii C.Presl: Sie kommt auf Sardinien, Sizilien, in Algerien und Marokko vor.[6]
- Dianthus atschurensis Sosn.: Sie kommt nur im östlichen Transkaukasien vor.[6]
- Dianthus balansae Boiss.: Sie komm nur in der Türkei vor.[6]
- Bartnelke (Dianthus barbatus L.)[6]
- Dianthus behriorum Bornm.: Sie komm nur im früheren Jugoslawien vor.[6]
- Dianthus benearnensis Loret: Sie kommt in Spanien und Frankreich vor.[6]
- Dianthus bessarabicus (Kleopow) Klokov: Sie kommt in Griechenland, Rumänien und Republik Moldau vor.[2]
- Dianthus bicolor Adams (Syn.: Dianthus preobrashenskii Klokov): Sie kommt im Kaukasusraum vor.[2]
- Dianthus biflorus Sm.: Sie kommt in Griechenland vor[6]
- Dianthus borbasii Vandas: Sie kommt in zwei Unterarten in Osteuropa, in Kasachstan, in Sibirien und im Kaukasusraum vor.[2]
- Dianthus brevicaulis Fenzl: Sie kommt in der Türkei vor[6]
- Dianthus broteri Boiss. & Reut.: Sie kommt in Portugal und Spanien vor.[6]
- Dianthus callizonus Schott & Kotschy: Sie kommt nur in Rumänien vor.[2]
- Dianthus calocephalus Boiss.: Sie kommt in der Türkei, im Iran, in Armenien und Aserbaidschan vor.[2]
- Dianthus campestris M.Bieb. (Syn.: Dianthus roseoluteus Velen.): Sie kommt in fünf Unterarten in Ost- und Südosteuropa, im westlichen Sibirien und in der Türkei vor.[2]
- Dianthus candicus (P.W.Ball & Heywood) Madhani & Heubl (Syn.: Petrorhagia candica P.W.Ball & Heywood, Fiedleria candica (P.W.Ball & Heywood) Ovcz.): Diese Neukombination erfolgte 2018.[5] Dieser Endemit kommt nur auf Kreta vor.
- Dianthus capitatus DC.: Sie kommt in zwei Unterarten in Ost- und Südosteuropa, in der Türkei und im Kaukasusraum vor.[2]
- Dianthus carbonatus Klokov: Sie kommt in der Ukraine und in der Republik Moldau vor.[2]
- Dianthus carmelitarum Boiss.: Sie kommt in der Türkei vor[6]
- Kartäuser-Nelke (Dianthus carthusianorum L.)[6]
- Landnelke, auch Gartennelke genannt (Dianthus caryophyllus L.)[6]
- Dianthus caucaseus Sims: Sie kommt in Aserbaidschan, Armenien und Georgien vor.[6]
- Dianthus charidemi Pau: Sie kommt in Spanien vor[6]
- Chinesische Nelke (Dianthus chinensis L.): Sie kommt ursprünglich in China, Kasachstan, Korea, Sibirien, Russlands Fernem Osten und in der Mongolei vor. Sie wird als Zierpflanze verwendet und ist in vielen Teilen der Welt ein Neophyt.[4]
- Dianthus ciliatus Guss.: Sie kommt in Italien, Kroatien und Albanien vor.[6]
- Dianthus cinnamomeus Sm.: Sie kommt in zwei Unterarten in der Türkei, auf Kreta und auf Inseln in der Ägäis vor.[2]
- Dianthus cintranus Boiss. & Reut. (Syn.: Dianthus multiceps Willk.): Sie kommt in Portugal, Spanien, Algerien, Marokko und Tunesien vor.[6]
- Hügel-Nelke (Dianthus collinus Waldst. & Kit.): Sie kommt von Österreich und Polen bis zur Ukraine vor.[6]
- Dianthus corymbosus Sm.: Sie kommt in Griechenland und in der Türkei vor.[2]
- Dianthus costae Willk.: Sie kommt in Spanien vor.[2]
- Dianthus crassipes R.Roem.: Sie kommt in Portugal und Spanien vor.[2]
- Dianthus cretaceus Adams: Sie kommt in der Türkei, im Iran und in Aserbaidschan vor.[2]
- Dianthus cribrarius Clementi: Sie kommt in der Türkei vor.[2]
- Dianthus crinitus Sm.: Sie kommt in Tunesien, Algerien, Libyen, auf Inseln in der Ägäis, auf der Arabischen Halbinsel, im Kaukasusraum, in Westasien, Zentralasien, Pakistan und Indien vor.[2]
- Dianthus crossopetalus Fenzl: Sie kommt im Iran und in Armenien vor.[2]
- Blutnelke (Dianthus cruentus) Griseb.: Sie kommt in zwei Unterarten in Griechenland, Nordmazedonien, Albanien, Bulgarien und in der Türkei vor.[2]
- Dianthus cyprius A.K.Jacks. & Turrill: Dieser Endemit kommt nur auf Zypern vor.[2]
- Dianthus cyri Fisch. & C.A.Mey.: Sie kommt in Ägypten, in Westasien, im Kaukasusraum und auf der Arabischen Halbinsel vor.[2]
- Dianthus daghestanicus Kharadze: Sie kommt nur in Dagestan vor.[2]
- Heide-Nelke oder Delta-Nelke (Dianthus deltoides L.)[6]
- Dianthus desideratus Strid: Sie kommt in Griechenland vor.[2]
- Dianthus diffusus Sm.: Sie kommt in Griechenland, in Nordmazedonien, Bulgarien, auf Inseln in der Ägäis und in der Türkei vor.[6]
- Dianthus diutinus Kit.: Sie kommt in Ungarn, Serbien und Rumänien vor.[2]
- Dianthus dobrogensis Prodan: Sie kommt in Rumänien und in Bulgarien vor.[6]
- Dianthus elatus Ledeb.: Sie ist im nördlichen Xinjiang, Kasachstan und im westlichen Sibirien verbreitet.[4]
- Dianthus eldivenus Czeczott: Sie kommt in der Türkei vor.[2]
- Dianthus elegans d’Urv.: Sie kommt auf griechischen Inseln, in der Türkei, in Syrien und Libyen vor.[2]
- Dianthus elongatus C.A.Mey.: Sie kommt in der Ukraine vor.[6]
- Dianthus engleri Hausskn. & Bornm.: Sie kommt in der Türkei vor.[2]
- Dianthus eretmopetalus Stapf: Sie kommt in der Türkei vor.[2]
- Dianthus erythrocoleus Boiss.: Sie kommt in der Türkei und im Iran vor.[2]
- Dianthus eugeniae Kleopow: Sie kommt in der Ukraine und im europäischen Teil Russlands vor.[2]
- Dianthus ferrugineus Mill.: Sie kommt in Italien vor.[2]
- Dianthus fischeri Spreng.: Sie kommt in der Ukraine, in Republik Moldau und im europäischen Teil Russlands vor.[2]
- Dianthus floribundus Boiss.: Sie kommt in der Türkei und in Armenien vor.[2]
- Dianthus formanekii Formánek: Sie kommt in Griechenland und Nordmazedonien vor.[2]
- Dianthus freynii Vandas: Dieser Endemit kommt nur in Bosnien und Herzegowina vor.[2]
- Dianthus fruticosus L.: Sie kommt in acht Unterarten in Griechenland vor.[2]
- Dianthus furcatus Balb.: Sie kommt in fünf Unterarten in Spanien, Frankreich und Italien vor.[2]
- Dianthus galicicae Micevski: Dieser Endemit kommt nur in Nordmazedonien vor.[6]
- Dianthus giganteiformis Borbás: Sie kommt in zwei Unterarten in Österreich, Ungarn, Kroatien, Italien, Bulgarien, Rumänien, in der Slowakei und auf der Krim vor.[2]
- Dianthus giganteus d’Urv. (Syn.: Dianthus haynaldianus Borbás, Dianthus intermedius Boiss., Dianthus subgiganteus Formánek, Dianthus giganteus subsp. haynaldianus (Borbás) Tutin, Dianthus giganteus subsp. subgiganteus (Borbás) Hayek, Dianthus giganteus subsp. subgiganteus (Formánek) Stoj. & Acht.): Von invasiven Vorkommen durch Aussaat in Deutschland soll es Berichte geben. Sie enthält mehrere Unterarten:[6]
  - Dianthus giganteus subsp. banaticus (Heuff.) Tutin: Sie kommt im früheren Jugoslawien und in Rumänien vor.[6]
  - Dianthus giganteus subsp. croaticus (Borbás) Tutin: Sie kommt in Kroatien, Slowenien und Bulgarien vor.[6]
  - Dianthus giganteus d’Urv. subsp. giganteus
  - Dianthus giganteus subsp. vandasii (Velen.) Stoj. & Acht.: Sie kommt nur in Bulgarien, Rumänien und im europäischen Teil der Türkei vor.[6]
- Gletscher-Nelke (Dianthus glacialis Haenke)
- Dianthus goerkii Hartvig & Strid: Sie kommt in der Türkei vor.[6]
- Dianthus gracilis Sm.: Sie kommt in fünf Unterarten in Südosteuropa vor.[2]
- Dianthus graniticus Jord.: Sie kommt in Frankreich vor.[2]
- Pfingstnelke auch Felsennägele oder Grenobler-Nelke (Dianthus gratianopolitanus Vill.)
- Dianthus grossheimii Schischk.: Sie kommt im Kaukasusraum vor.[2]
- Dianthus guessfeldtianus Muschl.: Sie kommt in Ägypten vor.[2]
- Dianthus guttatus M.Bieb.: Sie kommt in der Ukraine, in Rumänien und in der Republik Moldau vor.[2]
- Dianthus haematocalyx Boiss. & Heldr.: Sie kommt in fünf Unterarten auf der Balkanhalbinsel vor.[2]
- Dianthus henteri Griseb. & Schenk: Sie kommt nur in Rumänien vor.[2]
- Dianthus hoeltzeri C.Winkler: Sie ist im nördlichen Xinjiang, Kasachstan und in der westlichen Mongolei verbreitet.[4]
- Dianthus humilis Ledeb.: Sie kommt in der Ukraine vor.[2]
- Dianthus hymenolepis Boiss.: Sie kommt in der Türkei und im Irak vor.[2]
- Dianthus hypanicus Andrz.: Sie kommt in der Ukraine vor.[2]
- Dianthus hyssopifolius L.: Mit den Unterarten:[6]
  - Dianthus hyssopifolius L. subsp. hyssopifolius: Sie kommt auf der Iberischen Halbinsel vor.[6]
  - Dianthus hyssopifolius subsp. gallicus (Pers.) M.Laínz & Muñoz Garm., Syn.: Dianthus gallicus Pers.: Sie kommt in Spanien und Frankreich vor.[6]
- Dianthus imereticus (Rupr.) Schischk.: Sie kommt nur in Georgien vor.[2]
- Dianthus inamoenus Schischk.: Sie kommt in Georgien, Armenien, in der Türkei und im Iran vor.[2]
- Dianthus ingoldbyi Turrill: Sie kommt in Griechenland und in der Türkei vor.[2]
- Dianthus jablanicensis Micevski: Sie kommt nur in Nordmazedonien vor.[6]
- Dianthus jacupicensis (Košanin) Micevski: Sie kommt nur in Nordmazedonien vor.[6]
- Dianthus jugoslavicus Micevski: Sie kommt nur in Nordmazedonien vor.[6]
- Dianthus juniperinus Sm.: Sie ist ein Endemit nur auf Kreta.[6]
- Dianthus kapinaensis Markgr. & Lindtner: Sie kommt nur in Nordmazedonien vor.[2]
- Dianthus karami (Boiss.) Mouterde: Sie kommt in Syrien und im Libanon vor.[2]
- Dianthus kastembeluensis Freyn & Sint.: Sie kommt in der Türkei vor.[2]
- Dianthus ketzkhovelii Makaschv.: Sie kommt im Kaukasusraum vor.[2]
- Dianthus khirghizicus Schischk.: Sie kommt im westlichen Tian Shan und nordwestlichen Pakistan vor.
- Dianthus knappii (Pant.) Borbás: Sie kommt in Montenegro sowie in Bosnien und Herzegowina vor.[2]
- Dianthus krylovianus Juz.: Sie kommt im europäischen Teil Russlands vor.[2]
- Dianthus kuschakewiczii Regel & Schmalh.: Sie ist im nördlichen Xinjiang und in Kasachstan verbreitet.[4]
- Dianthus kusnezowii Marcow.: Sie kommt im Kaukasusraum vor.[2]
- Dianthus lactiflorus Fenzl: Sie kommt in der Türkei vor.[2]
- Dianthus lanceolatus Rchb.: Sie kommt im europäischen Teil Russlands, in der Ukraine und im Kaukasusraum vor.[2]
- Dianthus langeanus Willk.: Sie kommt in Portugal und Spanien vor.[2]
- Dianthus laricifolius Boiss. & Reut.: Sie kommt in vier Unterarten in Portugal und Spanien vor.[2]
- Dianthus legionensis (Willk.) F.N.Williams: Sie kommt in Spanien vor.[6]
- Dianthus leptopetalus Willd.: Sie kommt in Griechenland, in Rumänien, im europäischen Teil Russlands, in Sibirien, in der Türkei und in Kasachstan vor.[2]
- Dianthus leucophaeus Sm.: Sie kommt in der Türkei vor.[2]
- Dianthus leucophoeniceus Dörfl. & Hayek: Sie kommt auf der Balkanhalbinsel vor.[2]
- Dianthus libanotis Labill.: Sie kommt in Westasien und im Kaukasusraum vor.[2]
- Dianthus liboschitzianus Ser.: Sie kommt in der Türkei, in Armenien, Aserbaidschan und in Georgien vor.[2]
- Dianthus longicalyx Miq.: Sie ist in China, Taiwan, Japan und Korea verbreitet.[4]
- Dianthus lusitanus Brot.: Sie kommt in Marokko, Algerien, Spanien und Portugal vor.[2]
- Dianthus lydus Boiss.: Sie kommt in der Türkei vor.[2]
- Dianthus macedonicus Micevski: Sie kommt nur in Nordmazedonien vor.[6]
- Dianthus marschallii Schischk.: Sie kommt in der Ukraine und in der Republik Moldau vor.[2]
- Dianthus masmenaeus Boiss.: Sie kommt in der Türkei vor.[2]
- Dianthus membranaceus Borbás: Sie kommt in Ost- und Südosteuropa vor.[2]
- Dianthus micranthus Boiss. & Heldr.: Sie kommt in der Türkei, in Syrien und im Libanon vor.[2]
- Dianthus microlepis Boiss.: Sie kommt in Griechenland, Nordmazedonien und Bulgarien vor.[2]
- Dianthus moesiacus Vis. & Pančić (inkl. Dianthus stribrnyi Velen.): Sie kommt in fünf Unterarten in Serbien, Nordmazedonien, Albanien, Griechenland und Bulgarien vor.[2]
- Dianthus monadelphus Vent.: Sie kommt in drei Unterarten in Südosteuropa, in Westasien und auf der Arabischen Halbinsel vor.[2]
- Dianthus monspessulanus L. (Syn.: Dianthus hyssopifolius subsp. monspessulanus (L.) Graebn. & P.Graebn.): Mit den Unterarten:[6]
  - Montpellier-Nelke (Dianthus monspessulanus L. subsp. monspessulanus): Sie kommt in West-, Süd- sowie Südosteuropa vor.[6]
  - Dianthus monspessulanus subsp. marsicus (Ten.) Novák (Dianthus marsicus Ten., Dianthus sternbergii subsp. marsicus (Ten.) Pignatti, Dianthus waldsteinii subsp. marsicus (Ten.) Greuter & Burdet): Sie kommt nur in Italien vor.[6]
- Mährische Nelke (Dianthus moravicus Kovanda): Dieser Endemit kommt nur in Tschechien vor.[2]
- Dianthus multiaffinis Pau: Sie kommt in Spanien vor.[2]
- Dianthus multicaulis Boiss. & A.Huet: Sie kommt in der Türkei, in Armenien und Georgien vor.[2]
- Dianthus multinervis Vis.: Sie kommt im früheren Jugoslawien vor.[2]
- Dianthus muschianus Kotschy & Boiss.: Sie kommt in der Türkei vor.[2]
- Dianthus myrtinervius Griseb.: Sie kommt in zwei Unterarten in Griechenland und Nordmazedonien vor.[2]
- Dianthus nanshanicus C.Y.Yang & L.X.Dong: Sie wurde 2008 erstbeschrieben und wurde bisher nur in Höhenlagen von etwa 1940 Meter in Xinjiang gefunden.[4]
- Dianthus nardiformis Janka: Sie kommt in Rumänien und Bulgarien vor.[2]
- Dianthus nitidus Waldst. & Kit.: Sie kommt in Polen und in der Slowakei vor.[2]
- Dianthus nudiflorus Griff. (Syn.: Velezia rigida L.): Sie ist 2018 wieder in die Gattung Dianthus eingegliedert worden.[5]
- Dianthus ohridanus Micevski: Sie kommt nur in Nordmazedonien vor.[6]
- Dianthus orientalis Adams (Syn.: Dianthus fimbriatus M.Bieb. non Brot. nec Lam.): Sie kommt in Südwestasien, Xinjiang sowie Tibet vor.[4]
- Dianthus palinensis S.S.Ying: Dieser Endemit kommt nur in Taoyuan Xianunklar (Bali) im nördlichen Taiwan vor.[4]
- Dianthus pancicii Velen. (Syn.: Dianthus tristis Velen.): Sie kommt auf der Balkanhalbinsel vor.[2]
- Dianthus pavonius Tausch: Sie kommt in Italien und Frankreich vor.[2]
- Dianthus pelviformis Heuff.: Sie kommt auf der Balkanhalbinsel vor.[2]
- Dianthus pendulus Boiss. & C.I.Blanche: Sie kommt in Westasien (Zypern, Libanon, Syrien, Jordanien, Israel und Irak) vor.[2]
- Dianthus petraeus Waldst. & Kit. (inkl. Dianthus integer Vis. und Dianthus noeanus Boiss.): Sie kommt in sechs Unterarten in Südosteuropa vor.[2]
- Dianthus pineticola Kleopow: Sie kommt in der Ukraine vor.[6]
- Kiefernadelblättrige Nelke (Dianthus pinifolius Sm.): Sie kommt in vier Unterarten in Südosteuropa und in der Türkei vor.[2]
- Dianthus platyodon Klokov: Sie kommt im europäischen Teil Russlands, in der Ukraine und in der Republik Moldau vor.[2]
- Feder-Nelke (Dianthus plumarius L.)[6]
- Dianthus plumbeus Schischk.: Sie kommt in der Türkei vor.[2]
- Dianthus pogonopetalus Boiss. & Kotschy: Sie kommt im Gebiet von Syrien und Libanon vor.[6]
- Pannonische Karthäuser-Nelke (Dianthus pontederae A.Kern.)[6]
- Dianthus praecox Kit.: Es gibt mehrere Unterarten:[6]
  - Dianthus praecox Kit. subsp. praecox (Syn.: Dianthus plumarius subsp. praecox (Kit.) Pawê.): Sie kommt nur in Polen, Ungarn und in der Slowakei vor.[6]
  - Hainburger Feder-Nelke (Dianthus praecox subsp. lumnitzeri (Wiesb.) Kmet'ová, Syn.: Dianthus lumnitzeri Wiesb., Dianthus plumarius subsp. lumnitzeri (Wiesb.) Domin): Sie kommt in Österreich, Liechtenstein, Ungarn und in der Slowakei vor.[6]
  - Dianthus praecox subsp. pseudopraecox (Novák) Kmet'ová: Dieser Endemit kommt nur in der Slowakei vor.[6]
- Dianthus pratensis M.Bieb.: Sie kommt in zwei Unterarten in der Ukraine, im europäischen Teil Russlands, in Republik Moldau und Rumänien vor.[2]
- Dianthus prilepensis Micevski: Sie kommt nur in Nordmazedonien vor.[6]
- Dianthus pseudarmeria M.Bieb.: Sie kommt in Ost- und Südosteuropa und im Kaukasusraum vor.[2]
- Dianthus pseudoversicolor Klokov: Sie kommt in der Ukraine und im europäischen Teil Russlands vor.[2]
- Dianthus pungens L.: Sie kommt in Spanien und Frankreich vor.[2]
- Dianthus pygmaeus Hayata: Sie kommt in Höhenlagen von 1400 bis 3900 Meter nur in Taiwan vor.[4]
- Dianthus pyrenaicus Pourr.: Sie kommt in zwei Unterarten in Spanien, Frankreich und Andorra vor.[2]
- Dianthus quadrangulus Velen.: Sie kommt auf der Balkanhalbinsel und in der Türkei vor.[6]
- Dianthus raddeanus Vierh.: Sie kommt in der Türkei, in Armenien, Aserbaidschan und Georgien vor.[6]
- Dianthus ramosissimus Pallas ex Poiret: Sie ist im nördlichen Xinjiang, Kasachstan und im westlichen Sibirien und in der westlichen Mongolei verbreitet.[4]
- Dianthus recognitus Schischk.: Sie kommt in der Türkei vor.[2]
- Dianthus repens Willd.: Sie kommt ursprünglich in Yukon, Alaska, in der Inneren Mongolei, Sibirien und Russlands Fernem Osten vor.[4][3]
- Dianthus rigidus M.Bieb.: Sie kommt in Sibirien, in Kasachstan, auf der Krim und im europäischen Russland vor.[2]
- Dianthus robustus Boiss. & Kotschy: Sie kommt in der Türkei vor.[2]
- Dianthus rupicola Biv.: Sie kommt auf den Balearen, in Italien und Tunesien vor.[2]
- Dianthus ruprechtii Schischk.: Sie kommt im Kaukasusraum vor.[2]
- Dianthus scaber Chaix: Sie kommt in Portugal, Spanien und Frankreich vor.[2]
- Dianthus scardicus Wettst.: Sie kommt in Albanien und in Nordmazedonien vor.[2]
- Dianthus schemaschensis Schischk.: Sie kommt in Aserbaidschan, in Dagestan und in der Türkei vor.[2]
- Busch-Nelke (Dianthus seguieri Vill., Syn.: Dianthus sylvaticus Willd.): Sie enthält mehrere Unterarten:[6]
  - Kahle Busch-Nelke (Dianthus seguieri subsp. glaber Čelak., Syn.: Dianthus sylvaticus Hoppe, Dianthus seguieri subsp. sylvaticus (Hoppe) Hegi): Sie kommt in Deutschland, Österreich und Frankreich vor.[6]
  - Dianthus seguieri subsp. requienii (Godr.) M.Bernal, M.Laínz & Muñoz Garm. (Syn.: Dianthus requienii Gren. & Godr., Dianthus cadevallii Sennen & Pau, Dianthus gautieri Sennen, Dianthus seguieri subsp. cadevallii (Sennen & Pau) O.Bolòs & Vigo, Dianthus seguieri subsp. gautieri (Sennen) Tutin, Dioanthus neglectus Loisel.): Sie kommt in Frankreich, Andorra und Spanien vor.[6]
  - Seguier-Busch-Nelke (Dianthus seguieri Vill. subsp. seguieri, Syn.: Dianthus seguieri subsp. italicus Tutin): Sie kommt in Frankreich und Italien vor.[6]
- Dianthus semenovii (Regel & Herder) Vierhapper: Sie ist Xinjiang, Kasachstan sowie Kirgisistan verbreitet.[4]
- Spät-Nelke, Späte Feder-Nelke, Sand-Feder-Nelke oder Spätblühende Nelke (Dianthus serotinus Waldst. & Kit.)
- Dianthus serratifolius Sm.: Sie kommt in Griechenland und Libyen vor.[2]
- Dianthus serrulatus Desf.: Sie kommt in Marokko, Algerien, Tunesien, Libyen, Portugal und Spanien vor.[2]
- Dianthus sessiliflorus Boiss.: Sie kommt in der Türkei vor.[2]
- Dianthus setisquameus Hausskn. & Bornm.: Sie kommt in der Türkei vor.[2]
- Dianthus simulans Stoj. & Stef.: Sie kommt in Bulgarien, Griechenland und Nordmazedonien vor.[2]
- Dianthus sinaicus Boiss.: Sie kommt auf der Sinaihalbinsel, in Israel, Jordanien und in Saudi-Arabien vor.[2]
- Dianthus siphonocalyx Blakelock: Sie kommt in der Türkei, im Iran und im Iran vor.[2]
- Dianthus skopjensis Micevski: Sie kommt nur in Nordmazedonien vor.[6]
- Dianthus soongoricus Schischkin: Sie ist im nördlichen Xinjiang, Kasachstan und in der westlichen Mongolei verbreitet.[4]
- Dianthus sphacioticus Boiss. & Heldr.: Sie ist ein Endemit auf Kreta.[6]
- Dianthus spiculifolius Schur: Sie kommt in der Ukraine, in Rumänien und Republik Moldau vor.[2]
- Dianthus squarrosus M.Bieb.: Sie kommt in der Ukraine, im europäischen Teil Russlands und in Kasachstan vor.[2]
- Dianthus stamatiadae Rech.f.: Sie kommt nur in Nordmazedonien vor.[2]
- Dianthus stenopetalus Griseb.: Sie kommt in Griechenland, Albanien, Nordmazedonien und Bulgarien vor.[2]
- Dolomiten-Nelke (Dianthus sternbergii Capelli, Syn.: Dianthus monspessulanus subsp. waldsteinii (Sternb.) Nyman, Dianthus waldsteinii Sternb., Dianthus hyssopifolius subsp. sternbergii (Capelli) Graebn. & P. Graebn., Dianthus monspessulanus subsp. sternbergii Hegi)
- Dianthus stramineus Boiss. & Heldr.: Sie kommt in der Türkei vor.[2]
- Dianthus strictiformis Madhani & Zarre (Syn.: Gypsophila stricta Bunge, Tunica stricta (Bunge) Fisch. & C.A.Mey., non Dianthus strictus Banks ex Sol., Dianthus recticaulis Ledeb. nom. superfl., Petrorhagia alpina (Hablitz) P.W.Ball & Heywood, Gypsophila alpina Hablitz, Tunica  alpina (Hablitz) Bobrov, Fiedleria alpina (Hablitz) Ovcz.): Dieser neue Name wurde 2018 veröffentlicht.[5]
- Dianthus strictus Banks & Sol. (Syn.: Dianthus polycladus Boiss., Dianthus strictus subsp. polycladus (Boiss.) Kollmann): Sie enthält mehrere Unterarten:[6]
  - Dianthus strictus Banks & Sol. subsp. strictus
  - Dianthus strictus subsp. multipunctatus (Ser.) Greuter & Burdet: Sie ist im östlichen Mittelmeerraum verbreitet. Fundorte gibt es auf dem griechischen Festland, auf den östlichen Ägäischen Inseln, Kreta, Zypern, in Ägypten, Israel, Jordanien, Libanon, Syrien und im asiatischen Teil der Türkei.[6]
  - Dianthus strictus subsp. troodi (Post) Greuter & Burdet: Es ist ein Endemit auf Zypern.[6]
  - Dianthus strictus subsp. velutinus (Boiss.) Greuter & Burdet: Sie kommt nur in Israel, Jordanien, Libanon und Syrien vor.[6]
- Dianthus strymonis Rech. f.: Sie kommt in Griechenland vor.[2]
- Dianthus subacaulis Vill.: Sie kommt in drei Unterarten in Marokko, Portugal, Spanien und Frankreich vor.[2]
- Dianthus subbaeticus Fern.Casas: Sie kommt in Spanien vor.[6]
- Dianthus subulosus Conrath & Freyn: Sie kommt in Georgien, Armenien und Aserbaidschan vor.[2]
- Pracht-Nelke (Dianthus superbus L.): Sie ist mit mehreren Unterarten in Europa, China, Japan, Kasachstan, Korea, in der Mongolei, in Sibirien und Russlands Fernen Osten verbreitet.[4]
- Stein-Nelke oder Wilde Nelke (Dianthus sylvestris Wulfen, inkl. Dianthus pallidiflorus Ser.): Mit zehn Unterarten.
- Dianthus tabrisianus Boiss.: Sie kommt in der Türkei, in Syrien, im Libanon, im Iran, in Afghanistan und Armenien vor.[2]
- Dianthus tenuiflorus (Griseb.) Griseb.: Sie kommt in Bulgarien und Griechenland vor.[2]
- Dianthus tesquicola Klokov: Sie kommt in der Ukraine vor.[2]
- Dianthus toletanus Boiss. & Reut.: Sie kommt in zwei Unterarten in Portugal und Spanien vor.[2]
- Dianthus transcaucasicus Schischk.: Sie kommt in Armenien vor.[2]
- Dianthus trifasciculatus Kit.: Sie kommt in drei Unterarten in Serbien, Bulgarien, Rumänien, in der Ukraine, im europäischen Teil Russlands und in der Republik Moldau vor.[2]
- Dianthus tripunctatus Sm.: Sie kommt in Griechenland, Italien, Algerien, in der Türkei, im Iran, auf Syrien, Zypern, im Libanon, in Israel und Jordanien vor.[2]
- Dianthus tunicoides Madhani & Heubl (Syn.: Tunica sibthorpii Boiss. nom. illeg., Gypsophila armerioides Ser. ex DC., Tunica armerioides (Ser. ex DC.) Halácsy, Petrorhagia armerioides (Ser. ex DC.) P.W.Ball & Heywood, Fiedleria armerioides (Ser. ex DC.) Ovcz., non Dianthus armerioides Raf.): Dieser neue Name wurde 2018 veröffentlicht.[5] Sie kommt im östlichen Mittelmeerraum vor.
- Dianthus turkestanicus Preobraschensky: Sie ist im nördlichen Xinjiang und Kasachstan verbreitet.[4]
- Dianthus tymphresteus (Boiss. & Spruner) Heldr. & Sartori ex Boiss.: Sie kommt in Griechenland vor.[2]
- Dianthus uralensis Korsh.: Sie kommt im europäischen Russland, in Sibirien und in Kasachstan vor.[2]
- Dianthus urumoffii Stoj. & Acht.: Sie kommt in Bulgarien vor.[2]
- Dianthus versicolor Link: Sie kommt in der Ukraine, im europäischen Russland, in Kasachstan, in China, in der Mongolei, in Sibirien und in Russlands Fernem Osten vor.[2]
- Dianthus vigoi M.Laínz: Sie kommt in Spanien vor.[2]
- Dianthus viridescens Clementi: Sie kommt in Kroatien und Albanien vor.[2]
- Dianthus viscidus Bory & Chaub.: Sie kommt in Albanien, Bulgarien, Griechenland, Nordmazedonien und in der Türkei vor.[2]
- Dianthus vodnensis Micevski: Sie kommt nur in Nordmazedonien vor.[6]
- Dianthus volgicus Juz.: Sie kommt im europäischen Teil Russlands vor.[6]
- Dianthus webbianus Vis. (Syn.: Dianthus erinaceus Boiss.): Sie kommt in der Türkei vor.[2]
- Dianthus xylorrhizus Boiss. & Heldr.: Sie ist ein Endemit auf Kreta.[6]
- Dianthus zederbaueri Vierh.: Sie kommt in der Türkei vor.[2]
- Dianthus zonatus Fenzl: Sie kommt in der Türkei, in Syrien und auf griechischen Inseln vor.[2]

## Nutzung
Einige Arten und besonders Hybriden werden als Zierpflanzen verwendet, vor allem die Garten- oder Landnelke (kurz „Nelke“ genannt), die Bart-, Feder-, Karthäuser- und die Heide-Nelke sowie die Chinesische Nelke (wissenschaftliche Namen siehe Systematik). Es gibt über 27.000 registrierte Nelken-Sorten.
Von einigen Arten wurden die medizinischen Wirkungen untersucht.

## Sonstiges
Die Gewürznelke gehört trotz ihrer Namensgebung botanisch nicht zur Gattung Nelken (Dianthus).

## Kulturelle Bedeutung
Im Mittelalter war die Nelke ein Symbol der Märtyrer, die rote Farbe stand  für das Märtyrerblut, die Form von Blüte und Frucht wurde als „Nagel“ interpretiert. Die weiße Farbe stand dagegen für die Unschuld. Deutlich später wurden weiße Nelken dann auch zum Zeichen der Ehe und der Liebe.
Die rote Landnelke ist weltweit ein Symbol für den Sozialismus. Rote Nelken waren während der französischen Revolution ein Widerstandssymbol der Adeligen, die mit der Guillotine hingerichtet wurden. Dieses Symbol wurde 1889 auf dem internationalen Sozialistenkongress in Paris durch die Anhänger der Arbeiterbewegung aufgegriffen, indem sie die rote Nelke im Knopfloch zu ihrem Erkennungssymbol machten. In Deutschland, vor allem in der DDR, war die rote Nelke ein sozialistisches Erkennungszeichen, das etwa zu feierlichen Anlässen am Revers getragen wurde.
Die Nelkenrevolution in Portugal führte 1974 zu den ersten freien Wahlen und verdankt ihren Namen den roten Nelken, die sich aufständische Soldaten in die Gewehrläufe gesteckt hatten.
Die Nelke würde darüber hinaus in jüngerer Zeit auch zu einem Symbol der Freundschaft und des Körperreizes.

## Trivialnamen
Für die Nelken bestehen bzw. bestanden auch die weiteren deutschsprachigen Trivialnamen: Filette (Ostfriesland), Filitte (Butjadingen), Flädden (Eifel), Nägali (Graubünden bei Davos), Nägele (Schwaben, Franken), Nägeli (deutschsprachige Schweiz), Nägelk (Altmark), Nägelken (Unterweser), Nählchen (Plural: Nölergen; Ruhla), Nälken (Unterweser), Nageln (Tirol), Nalen (mittelniederdeutsch) und Negelke (Pommern).

## Weiterführende Literatur
- Ergin Hamzaoğlu, Murat Koç, İ. Büyük: Dianthus ucarii (Caryophyllaceae): a new species from the northwest of Turkey. In: Turk. J. Bot., Band 41, 2017, S. 486–492. doi:10.3906/bot-1612-41
- Ergin Hamzaoğlu, Murat Koç, İ. Büyük: Two  new spiny species of Dianthus (Caryophyllaceae) from Turkey. In: KSU J. Agric Nat., Band 21, Nr. 4, 2018, S. 545–554. doi:10.18016/ksudobil.347445
- Dilek Oskay: Dianthus somanus (Caryophyllaceae), a new species from Turkey. In: Phytotaxa, Band 347, Nr. 4, 2018, S. 263–271. doi:10.11646/phytotaxa.347.4.2
- Ergin Hamzaoğlu, Murat Koç: Presence  of Dianthus glutinosus in Turkey and new variety of this species. In: Biodicon, Band 11, Nr. 3, 2018, S. 149–152.
- Ergin Hamzaoğlu, Murat Koç: Dianthus  sancarii (Caryophyllaceae), a new species from eastern Turkey. In: Biodicon Band 11, Nr. 1, 2018, S. 30–34.
- Ergin Hamzaoğlu, Murat Koç: Bazı Dianthus (Caryophyllaceae) taksonlarının Türkiye’deki varlığı üzerine bir araştırma. In: Gümüşhane Üniversitesi Fen Bilimleri Enstitüsü Dergisi, Band 9, Nr. 4, 2019, S. 620–627. doi:10.17714/gumusfenbil.513206
- Ergin Hamzaoğlu, Murat Koç: Taxonomic contributions to the genus Dianthus section Carthusiani of Turkey (Caryophyllaceae). In: Biodicon, Band 12, Nr. 1, 2019, S. 66–88.
- Ergin Hamzaoğlu, Murat Koç: Türkiye Florası İçin Yeni Dianthus (Caryophyllaceae) Kayıtları. In: KSÜ Tarım ve Doğa Derg, Band 22, Nr. 3, 2019, S. 381–388. doi:10.18016/ksutarimdoga.vi.509956
- Ergin Hamzaoğlu, Murat Koç: Dianthus zonatus s.l. ve D. preobrazhenskii’nin taksonomisi. In: Iğdır Üniversitesi Fen Bilimleri Enstitüsü Dergisi, Band 9, Nr. 1, 2019, S. 321–329.
- Murat Koç: Morphological and Molecular Evidence for a New Species of Dianthus (Caryophyllaceae) from Turkey. In: Phytotaxa, Band 439, Nr. 1, April 2020. doi:10.11646/phytotaxa.439.1.3
- Ergin Hamzaoğlu: Lectotypification of Some Names in Dianthus L. (Caryophyllaceae). In: KSU J. Agric Nat., Band 23, Nr. 2, 2020, S. 402–415. doi:10.18016/ksutarimdoga.vi.636135
- Ergin Hamzaoğlu, Lütfi Behçet, Yakup Yapar: A New Suffruticose Taxon of Dianthus (Caryophyllaceae) from Bingöl, Turkey. (KSU J. Agric Nat.) In: Kahramanmaraş Sütçü İmam Üniversitesi Tarım ve Doğa Dergisi, Band 23, Nr. 6, Oktober 2020, S. 1529–1534. doi:10.18016/ksutarimdoga.vi.714530